# 8. Februar
Der 8. Februar ist der 39. Tag des gregorianischen Kalenders, somit bleiben 326 Tage (in Schaltjahren 327 Tage) bis zum Jahresende.

## Ereignisse

### Politik und Weltgeschehen

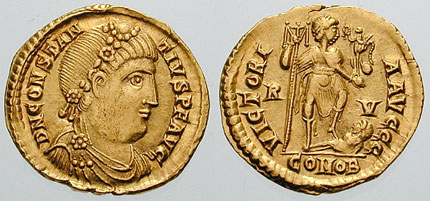
421: Constantius

- 0421: Constantius III. wird von Honorius zum Mit-Kaiser des Weströmischen Reiches erhoben.
- 1250: Robert I. von Artois, Bruder des französischen Königs Ludwig IX., tappt im Sechsten Kreuzzug in der ägyptischen Stadt al-Mansura mit seinen Rittern der Vorhut in eine Falle des Ayyubiden-Heeres. Er fällt samt seinen etwa 280 Begleitern im Nahkampf mit Elitekriegern der Mamluken.

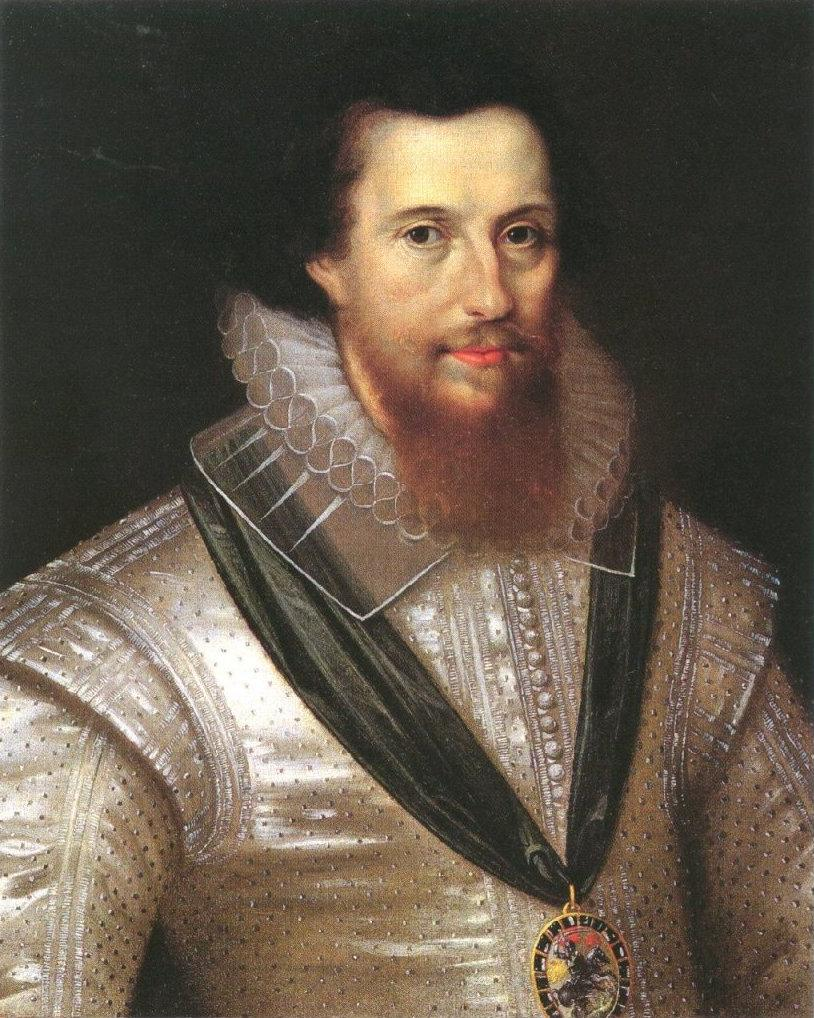
1601: Robert Devereux

- 1601: Robert Devereux, 2. Earl of Essex, Liebhaber von Königin Elisabeth I., versucht mit einem Staatsstreich die Kontrolle über England zu erringen. Der Putschversuch wird jedoch niedergeschlagen.
- 1622: Der englische König Jakob I. löst das Parlament auf, nachdem es der Hochzeit seines Sohnes Karl mit der spanischen Prinzessin Maria Anna nicht zugestimmt hat.
- 1676: Fjodor III. wird nach dem Tod seines Vaters Alexei I. neuer russischer Zar.

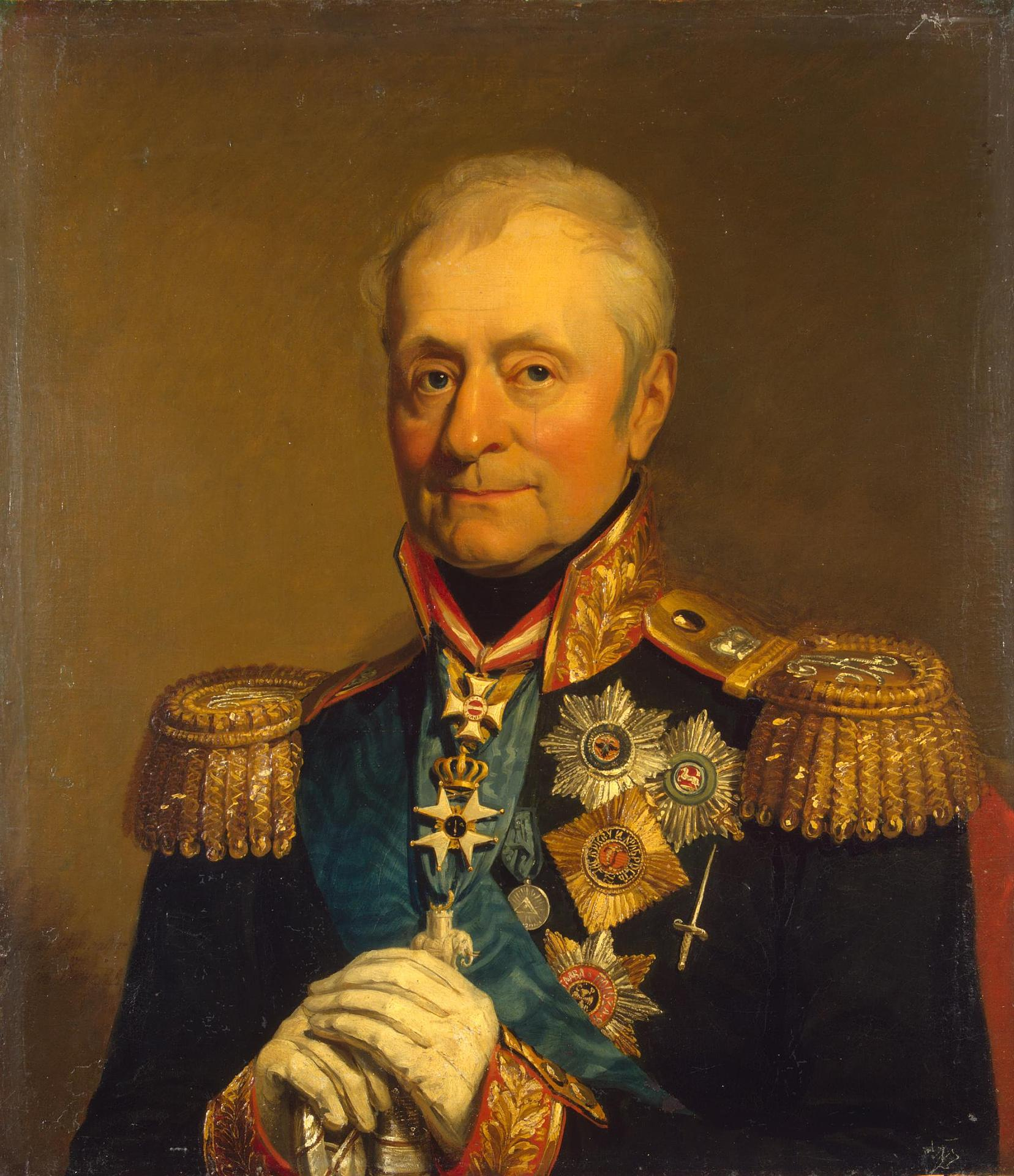
1807: Levin August von Bennigsen

- 1807: Die am Vortag begonnene Schlacht bei Preußisch Eylau zwischen Frankreich unter Napoleon Bonaparte und einem russisch-preußischen Koalitionsheer unter Levin August von Bennigsen geht unentschieden zu Ende.
- 1815: Der Wiener Kongress verabschiedet auf Drängen Großbritanniens eine Erklärung gegen den Sklavenhandel.
- 1853: Das 1848 gegründete Oregon-Territorium wird geteilt. Der Nordteil erhält vom Kongress der Vereinigten Staaten zu Ehren des ersten amerikanischen Präsidenten den Namen Washington-Territorium. Die Hauptstadt des neuen Territoriums wird Olympia.
- 1863: Der preußische Generaladjutant Gustav von Alvensleben und der russische Vizekanzler Alexander Michailowitsch Gortschakow schließen in Sankt Petersburg die Alvenslebensche Konvention, eine formelle Militärkonvention zur gegenseitigen Unterstützung bei der Niederschlagung des polnischen Aufstands.

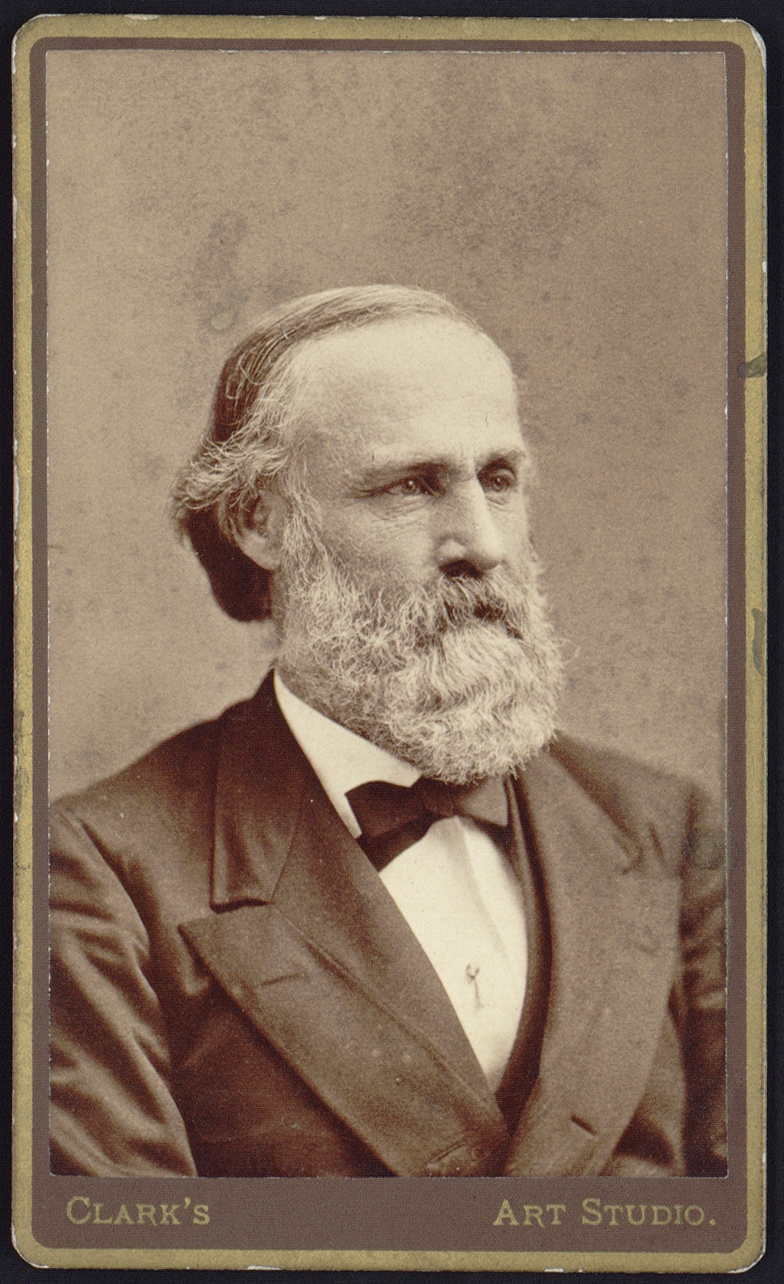
1887: Henry L. Dawes

- 1887: Der Kongress der Vereinigten Staaten verabschiedet den von Henry L. Dawes ausgearbeiteten General Allotment Act, mit dem das Reservatsland der US-amerikanischen Indianer privatisiert wird, was zu deren massiver Verelendung führt.

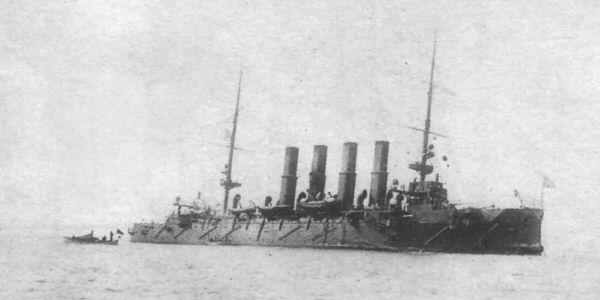
1904: Die beschädigte Warjag

- 1904: Mit dem Angriff der japanischen Flotte unter Admiral Tōgō Heihachirō auf die russische Hafenstadt Port Arthur ohne vorherige Kriegserklärung beginnt der Russisch-Japanische Krieg. Unter anderem wird das russische Kriegsschiff Warjag schwer beschädigt.
- 1907: Die USA übernehmen nach einer in Santo Domingo unterzeichneten Vereinbarung die Finanzkontrolle über die Dominikanische Republik. Das Land ist hoch verschuldet.
- 1912: In Berlin beginnt der britische Kriegsminister Richard Haldane, 1. Viscount Haldane Gespräche zur Entschärfung der Flottenrivalität, die ergebnislos bleiben.
- 1919: In Tokio versammeln sich etwa 600 koreanische Studenten und erklären die Unabhängigkeit Koreas. Diese Aktion wird zum Vorläufer des koreanischen Widerstands, der Bewegung des ersten März.[1]
- 1920: Nach dem im Friedensvertrag von Versailles festgelegten Abzug der deutschen Truppen steht das zur Freien Stadt deklarierte Danzig fortan unter Obhut des Völkerbundes.
- 1937: Im Spanischen Bürgerkrieg endet die fünf Tage zuvor begonnene Schlacht von Málaga mit dem Abzug der republikanischen Truppen und der Einnahme Málagas durch die von italienischen Einheiten unterstützten Nationalisten unter Gonzalo Queipo de Llano. In den folgenden drei Tagen nehmen spanische und deutsche Flugzeuge sowie zwei Kriegsschiffe aus der Stadt flüchtende Zivilisten unter Feuer; das Massaker von Málaga fordert schätzungsweise insgesamt 10.000 Todesopfer.
- 1945: Die Woronescher Front der Roten Armee unter Iwan Stepanowitsch Konew greift im Zweiten Weltkrieg die Heeresgruppe Mitte unter Ferdinand Schörner an und eröffnet damit die Niederschlesische Operation, die bis zum 24. Februar dauern wird und in deren Rahmen zwei Brückenköpfe an der Glatzer Neiße erobert werden können.

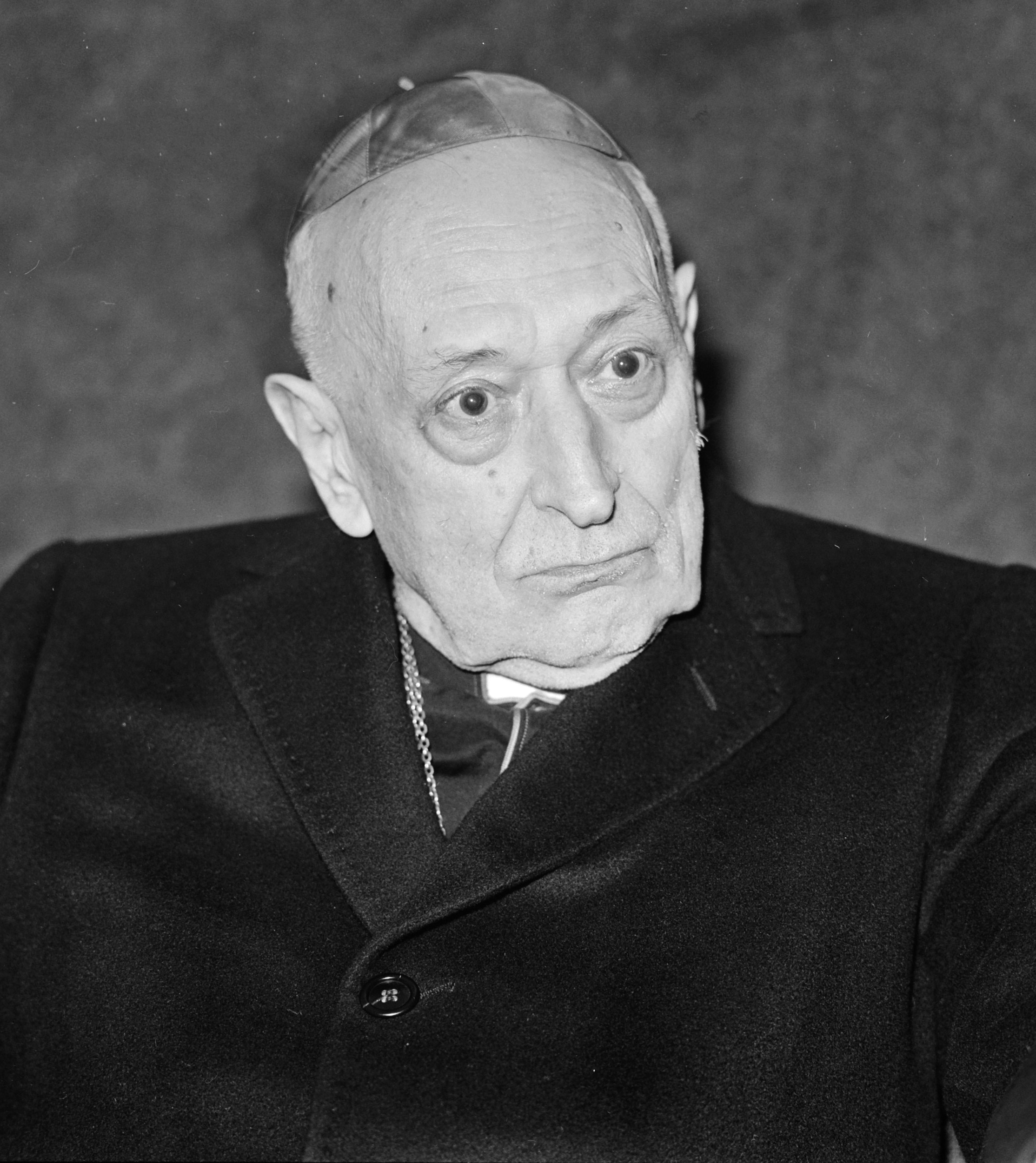
1949: József Kardinal Mindszenty

- 1949: Der katholische Primas von Ungarn, Kardinal József Mindszenty, wird nach einem Schauprozess wegen Spionage zu lebenslanger Haft verurteilt. In diesem Prozess erhält neben anderen Paul Esterházy eine langjährige Freiheitsstrafe.

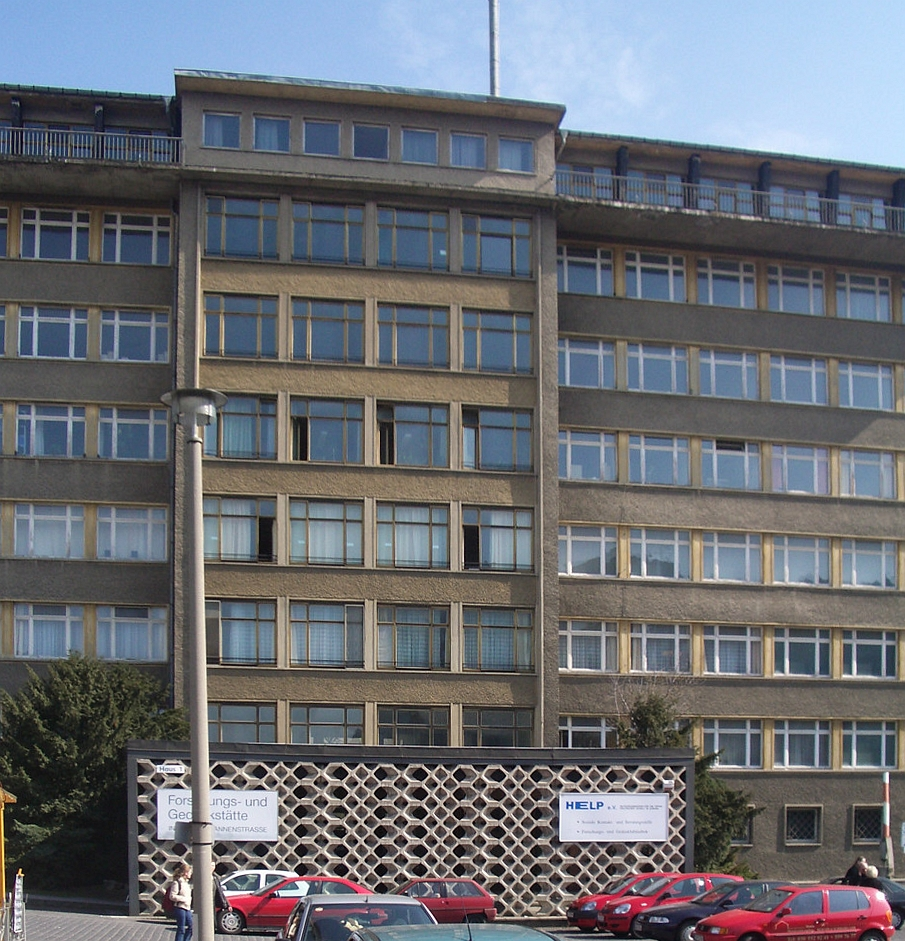
1950: MfS-Gebäude Haus 1, Normannenstraße

- 1950: Die Volkskammer der DDR bestätigt einstimmig den Beschluss des Politbüros der SED vom 24. Januar zur Gründung des Ministeriums für Staatssicherheit (MfS) in der DDR.
- 1955: In der Sowjetunion steigt Verteidigungsminister Nikolai Alexandrowitsch Bulganin zum Vorsitzenden des Ministerrats auf und löst den bisherigen Ministerpräsidenten Georgi Maximilianowitsch Malenkow ab.
- 1963: Im Irak putscht die Baath-Partei unter Ahmad Hasan al-Bakr, stürzt General Abd al-Karim Qasim und übernimmt die Macht.
- 1971: Bundesverteidigungsminister Helmut Schmidt liberalisiert mit dem Haarnetz-Erlass das Tragen langer Haare bei der deutschen Bundeswehr.
- 1971: Südvietnamesische Bodentruppen starten die Operation Lam Son 719 im Vietnamkrieg. Mit einem Eindringen in das benachbarte Laos wollen sie Nachschubwege des Ho-Chi-Minh-Pfads lahmlegen und politisch Nordvietnam an den Verhandlungstisch zwingen. Die Operation scheitert.
- 1979: Denis Sassou-Nguesso wird von der regierenden Einheitspartei erstmals zum Präsidenten der Republik Kongo gewählt.
- 2002: In Chile wird Michelle Bachelet als erste Frau in Lateinamerika Verteidigungsministerin.

### Wirtschaft
- 1919: Henri Farman gründet mit seinem Bruder Maurice die erste Linienfluggesellschaft der Welt. Die Lignes Farman werden im Jahr 1933 zu einem Vorgänger der Air France.
- 1971: Die NASDAQ nimmt in New York als erste elektronische Börse den Handel auf.
- 1982: Das Nachrichtenmagazin Der Spiegel erhebt in einem Artikel gegenüber dem Vorstand des deutschen gewerkschaftseigenen Baukonzerns Neue Heimat Bereicherungsvorwürfe. Ins Visier gerät vor allem der Vorstandsvorsitzende Albert Vietor.
- 1991: Das US-amerikanische Computerspiel-Unternehmen Blizzard Entertainment wird gegründet. Bekannt wird es vor allem durch seine sehr populären und kommerziell erfolgreichen Computerspielreihen Warcraft und Starcraft.

### Wissenschaft und Technik

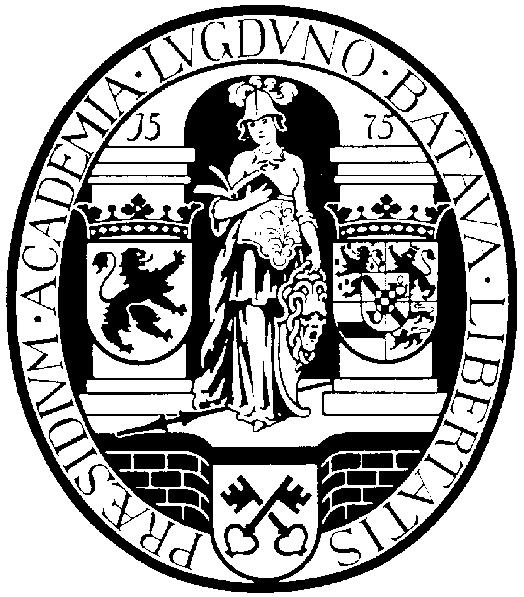
1575: Siegel der Universität Leiden

- 1575: Wilhelm I. von Nassau-Oranien gründet die Universität Leiden als erste Hochschule der damals jungen niederländischen Republik der Sieben Vereinigten Provinzen.
- 1693: Durch eine Royal Charter des englischen Königspaares Wilhelm III. und Maria II. wird in Williamsburg, Virginia, das College of William & Mary gegründet, heute die zweitälteste Universität der Vereinigten Staaten.
- 1724: Die heutige Staatliche Universität Sankt Petersburg wird von Peter dem Großen als erste Universität Russlands gegründet.
- 1819: Dem Pädagogischen Institut in der russischen Hauptstadt Sankt Petersburg wird der Status einer Hochschule verliehen. Aus ihr wird im Zeitablauf die Staatliche Universität Sankt Petersburg.

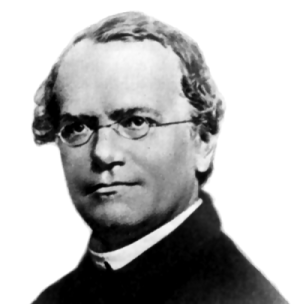
1865: Gregor Mendel

- 1865: Gregor Mendel veröffentlicht mit Versuche über Pflanzenhybride seine Kreuzungsexperimente mit Erbsen, die anfänglich nur wenig Beachtung finden, später jedoch zur Grundlage der so genannten mendelschen Regeln der Vererbung in der Genetik werden.
- 1967: Das schwedische Mehrzweckkampfflugzeug Saab 37 Viggen absolviert seinen Erstflug.
- 2012: Russische Wissenschaftler geben die erfolgreiche Anbohrung des eisbedeckten antarktischen Wostoksees bekannt.

### Kultur
- 1729: Am Teatrino di corte in Wien erfolgt die Uraufführung der Oper I disingannati (Die Gewitzten) von Antonio Caldara.
- 1839: Am Theater am Kärntnertor in Wien wird die romantische Oper Die Genueserin von Peter Joseph von Lindpaintner uraufgeführt.
- 1874: Am Mariinski-Theater in Sankt Petersburg erfolgt die Uraufführung der Oper Boris Godunow von Modest Petrowitsch Mussorgski nach dem gleichnamigen Drama von Alexander Sergejewitsch Puschkin.

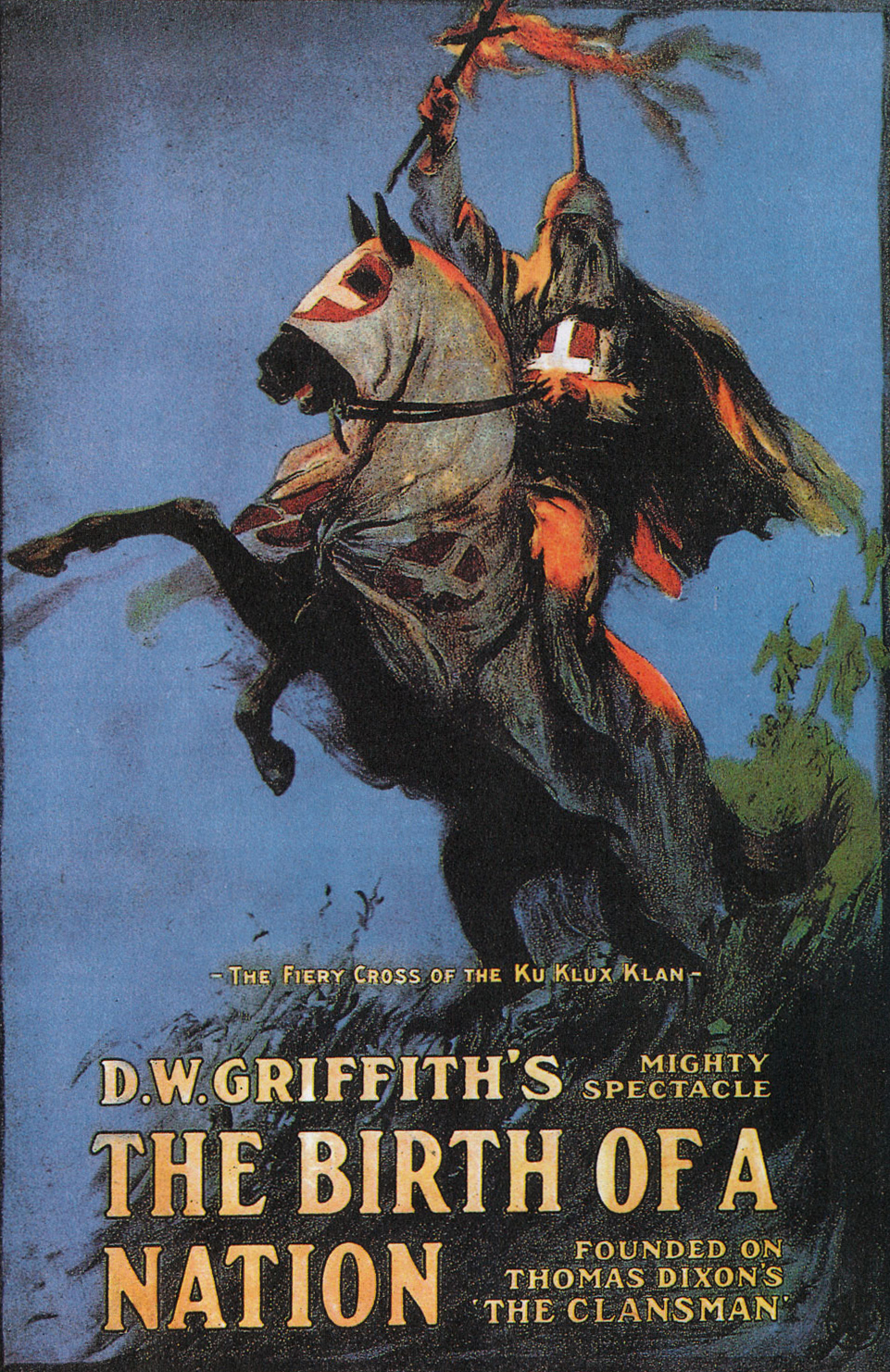
1915: Filmplakat von The Birth of a Nation

- 1915: Der Stummfilm Die Geburt einer Nation von D. W. Griffith wird in Los Angeles uraufgeführt, es wird der finanziell erfolgreichste Film der Stummfilmzeit. Als Meilenstein der Filmgeschichte anerkannt, gilt er jedoch auch als rassistische Verherrlichung des Ku-Klux-Klans.
- 1926: Im tschechischen avantgardistischen Theater Osvobozené divadlo wird mit Molières George Dandin das erste Stück aufgeführt. Nur wenige Personen besuchen die Vorstellung.
- 1930: Am Neuen Deutschen Theater in Prag wird die Operette Der Tenor der Herzogin von Eduard Künneke uraufgeführt.
- 1992: RTL Television strahlt die erste Folge der Fernsehshow Wie bitte?! aus. Geert Müller-Gerbes moderiert diese Verbrauchersendung, in der auf Comedy-Art fragwürdige Erlebnisse im Umgang mit Unternehmen und Behörden angeprangert werden.

### Gesellschaft
- 1910: Der Unternehmer und Philanthrop William D. Boyce gründet den US-amerikanischen Pfadfinderverband unter dem Namen Boy Scouts of America.
- 1924: In Carson City wird mit dem Chinesen Gee John erstmals ein zum Tode Verurteilter in einer Gaskammer hingerichtet.
- 1952: Das Statistische Bundesamt teilt mit, dass 9,6 Millionen Flüchtlinge in der Bundesrepublik Deutschland leben.

### Religion
- 1529: Nach der Fasnacht brechen in Basel Unruhen aus, die in einem Bildersturm kulminieren. Die Zünfte zwingen den Rat schließlich zur Einführung der Reformation.

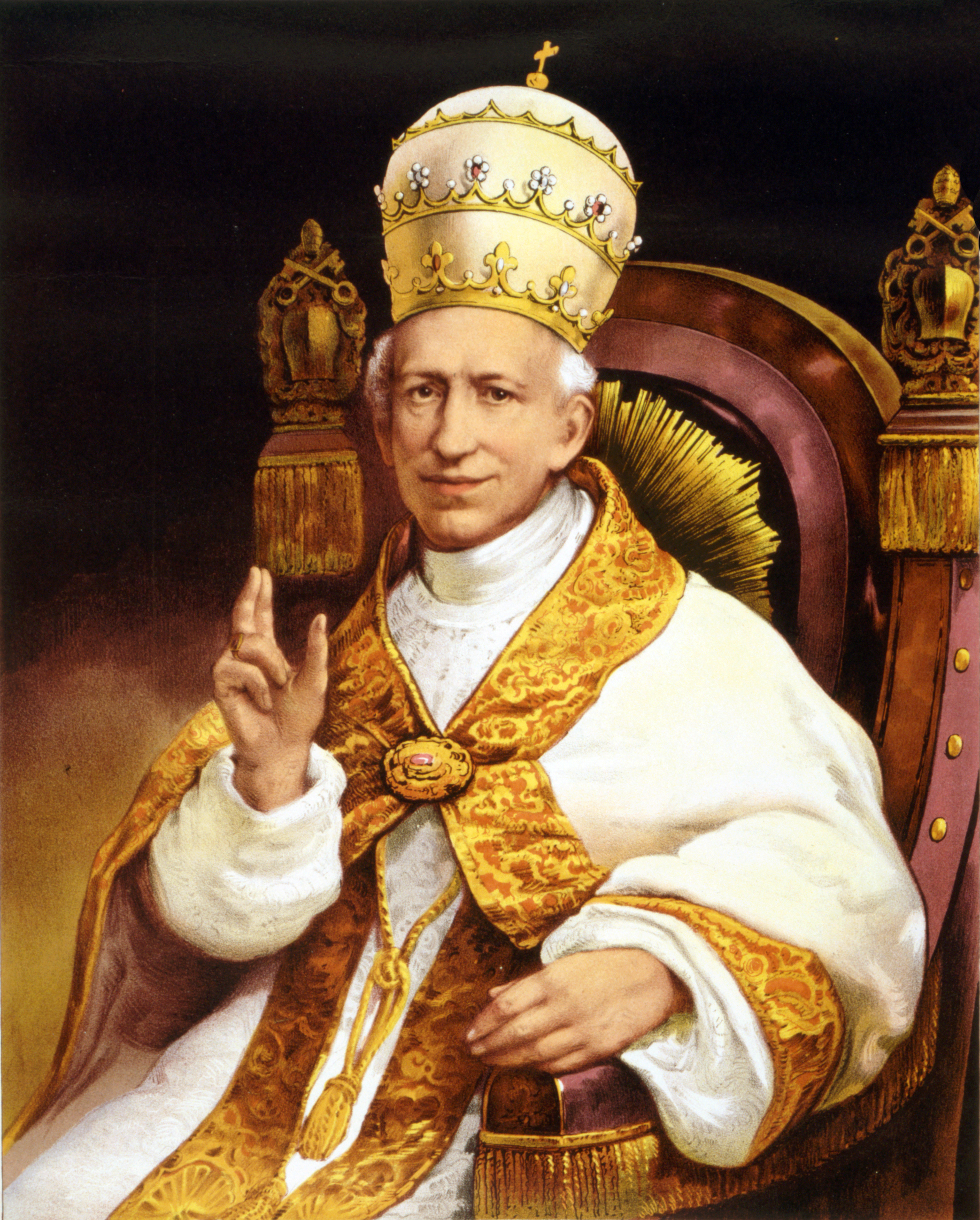
1884: Leo XIII.

- 1884: In seiner Enzyklika Nobilissima Gallorum gens befasst sich Papst Leo XIII. mit der religiösen Situation in Frankreich, aber auch in anderen Ländern, und bringt den Wunsch zum Ausdruck, die Beziehungen zu diesen Ländern zu verbessern.
- 2004: Prälat Joachim Angerer tritt als Abt von Stift Geras in Niederösterreich zurück. Zuvor ist sexueller Missbrauch von Knaben durch einen Mitbruder bekannt geworden.

### Katastrophen
- 1843: Bei einem Erdbeben in den Kleinen Antillen kommt es zur Zerstörung der Stadt Pointe-à-Pitre.
- 1993: Bei der Kollision einer startenden Tupolew Tu-154 der Iran Airtour mit einer landenden Suchoi Su-22 in Teheran sterben alle 131 Insassen der Tupolew und die beiden Piloten der Suchoi.

Kleinere Unglücksfälle sind in den Unterartikeln von Katastrophe und in der Liste von Katastrophen aufgeführt.

### Natur und Umwelt

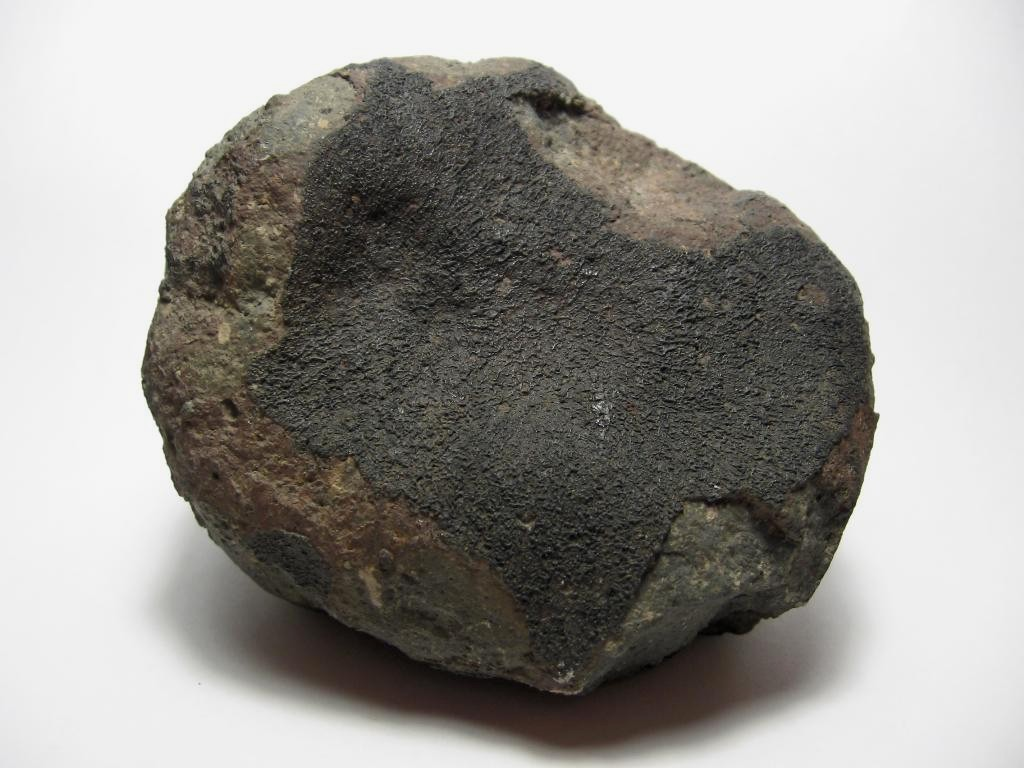
1969: Brocken des Meteoriten Allende

- 1969: Über dem mexikanischen Bundesstaat Chihuahua zerplatzt der sogenannte Allende-Meteorit. Eines der vielen niedergehenden Trümmerteile verfehlt nur knapp das Postamt im Ort Pueblito de Allende, der zur Namensgebung führt.

### Sport
- 1897: Durch Bilden einer Fußballsektion wird der Budapesti Torna Club zum ersten Fußballverein Ungarns.
- 1972: Der von den Olympischen Winterspielen ausgeschlossene Karl Schranz wird bei seiner Landung in Wien von einer jubelnden Menschenmenge empfangen.
- 1981: Im Karaiskakis-Stadion in Piräus ereignet sich das schwerste Fußballunglück in Griechenland. Als Olympiakos Piräus mit 6:0 Toren gegenüber AEK Athen führt, versuchen Besucher, das Stadion vorzeitig zu verlassen. Gestürzte Zuschauer an einem verschlossenen Tribünentor werden von nachfolgenden Personen erdrückt. 21 Tote und 32 Verletzte sind zu bilanzieren.
- 1984: In Sarajevo, Jugoslawien, werden die XIV. Olympischen Winterspiele von Präsident Mika Špiljak eröffnet. Der Skirennfahrer Bojan Križaj spricht den olympischen Eid.
- 1992: Im französischen Albertville eröffnet Staatspräsident François Mitterrand die XVI. Olympischen Winterspiele. Die Eiskunstläuferin Surya Bonaly spricht die Eidesformel, das olympische Feuer wird von Michel Platini entzündet. Es sind die letzten Winterspiele, die im gleichen Jahr wie die Olympischen Sommerspiele stattfinden.

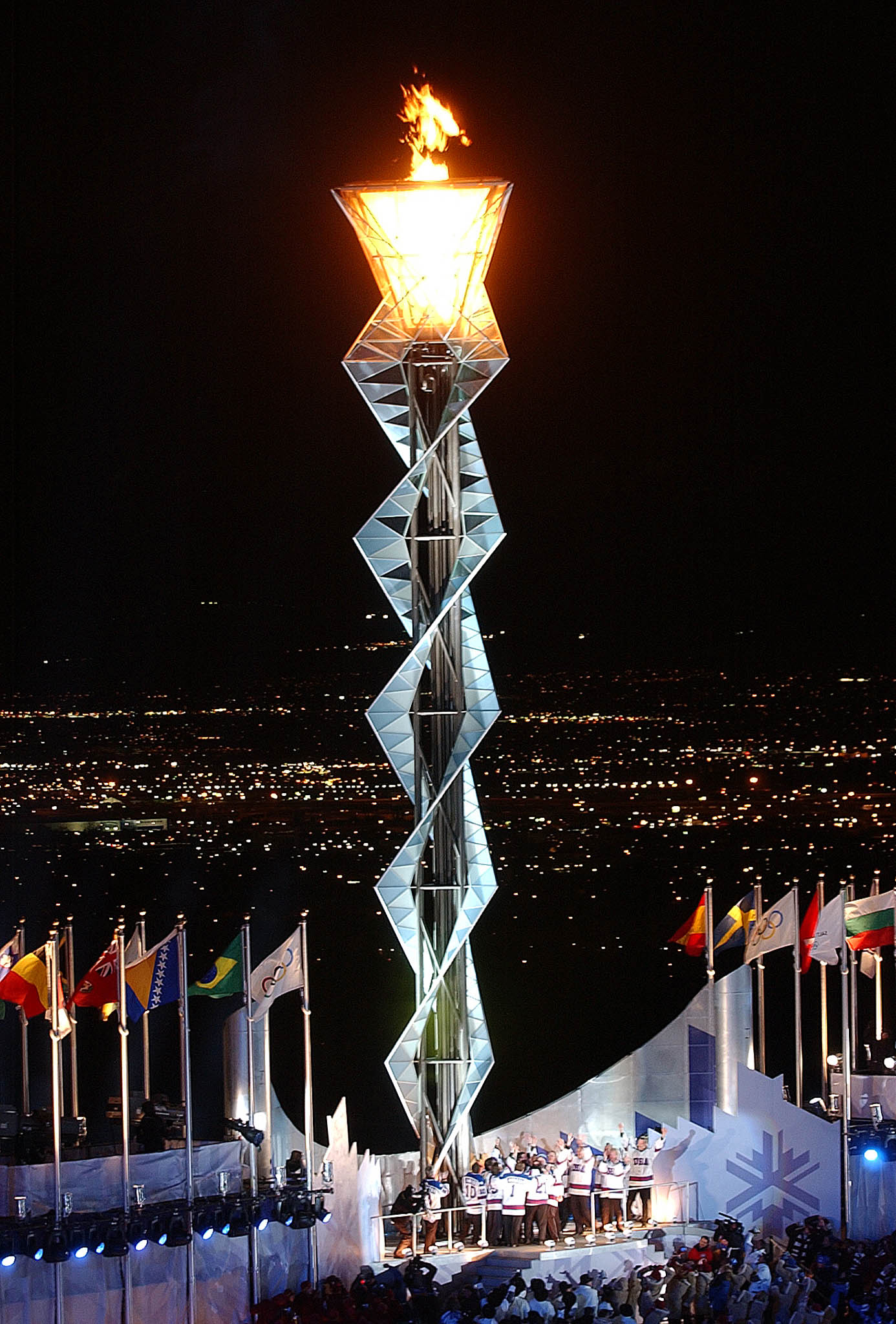
2002: Das Olympische Feuer in Salt Lake City

- 2002: In Salt Lake City im US-Bundesstaat Utah eröffnet US-Präsident George W. Bush die XIX. Olympischen Winterspiele. Der Skeletonfahrer Jim Shea spricht die Eidesformel, das olympische Feuer wird vom US-Eishockey-Team entzündet.

Einträge von Leichtathletik-Weltrekorden befinden sich unter der jeweiligen Disziplin unter Leichtathletik.

## Geboren

### Vor dem 18. Jahrhundert

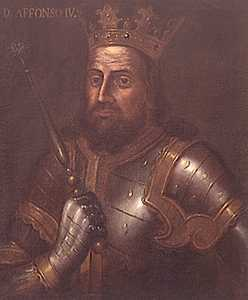
Alfons IV. (* 1291)

- 1291: Alfons IV., König von Portugal
- 1425: Cristoforo Landino, Florentiner Humanist, Dichter, Literaturtheoretiker, Philosoph und Übersetzer
- 1434: Pere Miquel Carbonell, katalanischer Humanist, Dichter, Historiker und Notar
- 1487: Ulrich, Herzog von Württemberg
- 1513: Daniele Barbaro, venezianischer Wissenschaftler und Politiker
- 1538: Johann IV. von Manderscheid-Blankenheim, Bischof von Straßburg
- 1552: Théodore Agrippa d’Aubigné, französischer Staatsmann und Militärführer
- 1553: Marija Fjodorowna Nagaja, Zarin von Russland
- 1568: David Gloxin, Bürgermeister in Burg auf Fehmarn
- 1577: Robert Burton, englischer Schriftsteller und Gelehrter
- 1586: Jacob Praetorius der Jüngere, deutscher Organist und Komponist
- 1589: Peter Melander von Holzappel, Oberbefehlshaber der kaiserlich-ligistischen Truppen
- 1591: Giovanni Francesco Barbieri, italienischer Maler
- 1594: Vincenzo II. Gonzaga, Sohn des Herzogs Vincenzo I. Gonzaga von Mantua und Montferrat
- 1612: Samuel Butler, englischer Dichter
- 1623: Stephan II. Thököly, ungarischer Graf und Großgrundbesitzer
- 1641: Robert Knox, englischer Seefahrer
- 1668: Jan (II) Six, Amsterdamer Regent
- 1675: Magdalena Sibylla von Neitschütz, Reichsgräfin von Rochlitz, Mätresse Johann Georgs IV. von Sachsen
- 1675: Henry Thynne, englischer Politiker
- 1700: Daniel Bernoulli, Schweizer Mathematiker

### 18. Jahrhundert
- 1706: Luis de Córdova, spanischer Admiral
- 1715: Pasquale Cafaro, italienischer Komponist
- 1720: Sakuramachi, 115. Tennō von Japan
- 1723: Antoine de Léris, französischer Schriftsteller
- 1730: Joseph Wanton, Vizegouverneur der Colony of Rhode Island and Providence Plantations

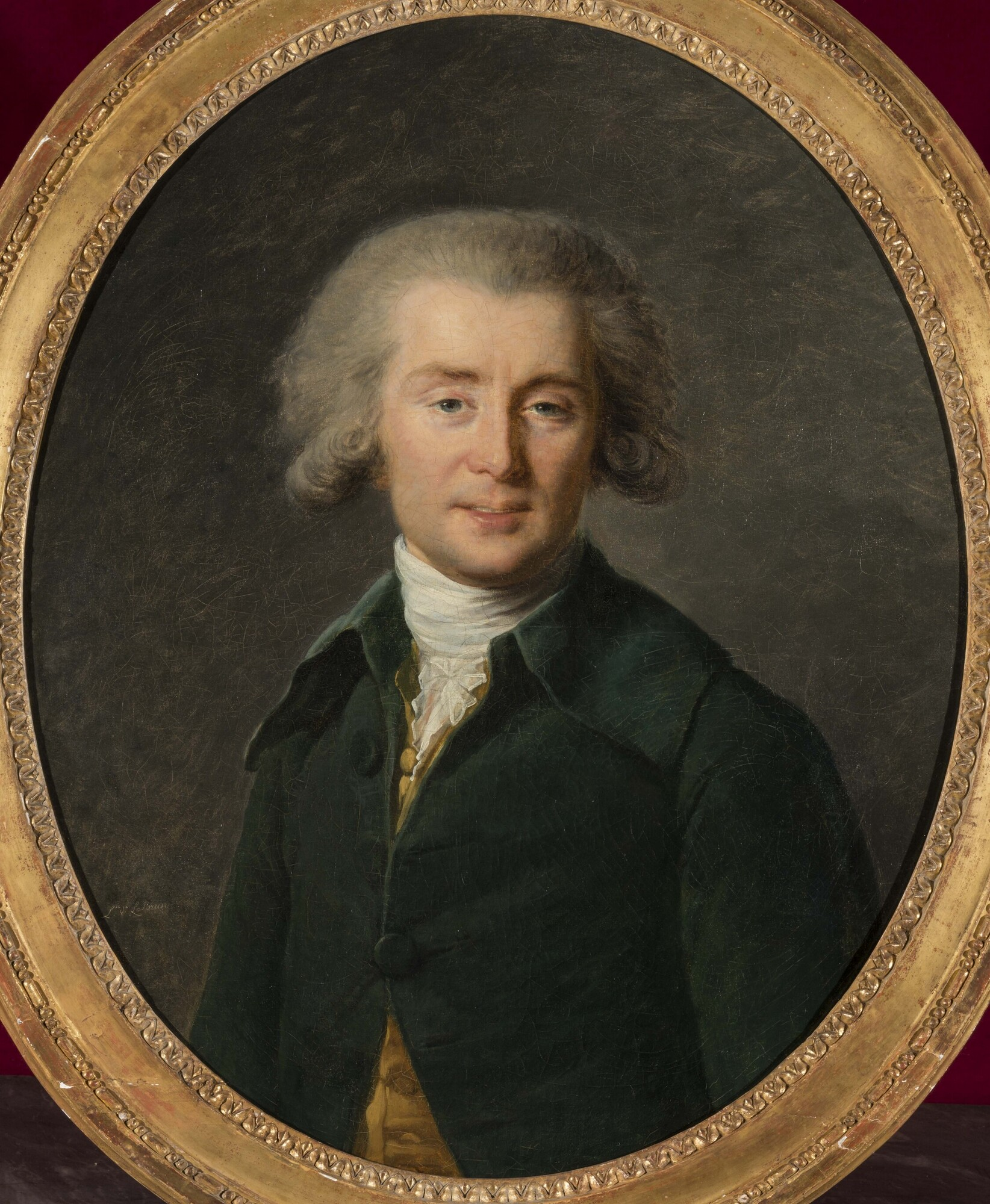
André-Ernest-Modeste Grétry (* 1741)

- 1741: André-Ernest-Modeste Grétry, französischer Komponist
- 1743: Louis Auguste Philippe Frédéric François, 2ème Comte d’Affry, Schweizer Landammann
- 1744: Christian Friedrich von Abendroth, deutscher Unternehmer und Rittergutsbesitzer
- 1744: Georg Alexander Heinrich Herrmann von Callenberg, Standesherr der Freien Standesherrschaft Muskau
- 1744: Karl Theodor von Dalberg, Erzbischof und Kurfürst von Mainz
- 1745: Johann Ernst Faber, deutscher Hochschullehrer
- 1746: Susanna Margaretha Brandt, deutsche Magd und Kindsmörderin, Vorbild für das Gretchen in Goethes Faust
- 1754: Isaac Tichenor, US-amerikanischer Politiker und Jurist, Gouverneur und Senator von Vermont
- 1762: Gia Long, Begründer und erster Kaiser der vietnamesischen Nguyễn-Dynastie
- 1765: Joseph von Eybler, österreichischer Komponist und Schüler Mozarts
- 1774: Karl Friedrich Heinrich, deutscher Altphilologe
- 1775: Antonio Bertoloni, italienischer Botaniker
- 1775: Traugott Leberecht Hasse, deutscher Bergbau-Beamter und Schriftsteller
- 1777: Bernard Courtois, französischer Chemiker
- 1781: Wilhelmine von Sagan, Herzogin von Sagan
- 1785: Heinrich Anschütz, deutscher Schauspieler
- 1785: Martín Miguel de Güemes, argentinischer General des Unabhängigkeitskrieges
- 1786: Jan Zygmunt Skrzynecki, polnischer General
- 1794: Agnes Franz, deutsche Schriftstellerin
- 1794: Friedlieb Ferdinand Runge, deutscher Chemiker
- 1795: Friedrich Karsten, deutscher Jurist
- 1795: Moritz Gottlieb Saphir, österreichischer Schriftsteller
- 1798: Matthias Franz Borgnis, deutscher Bankier, Juwelier und Tabakfabrikant
- 1800: Gustav von Amstetter, deutscher Jurist und Politiker

### 19. Jahrhundert

#### 1801–1850
- 1801: Theodor Kalide, deutscher Bildhauer
- 1804: Richard Lander, britischer Afrikaforscher
- 1809: Henriette Heinze-Berg, deutsche Tänzerin, Schauspielerin, Sängerin, Librettistin und Übersetzerin

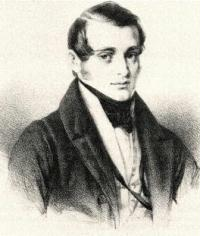
Norbert Burgmüller (* 1810)

- 1810: Norbert Burgmüller, deutscher Komponist
- 1810: Éliphas Lévi, französischer Diakon, Schriftsteller und Okkultist
- 1817: Richard Stoddert Ewell, US-amerikanischer Offizier, General der Konföderierten im Amerikanischen Bürgerkrieg
- 1818: Austin Blair, US-amerikanischer Politiker
- 1819: Wilhelm Jordan, deutscher Schriftsteller und Politiker
- 1819: John Ruskin, englischer Schriftsteller, Maler und Philosoph
- 1820: William T. Sherman, US-amerikanischer General im Amerikanischen Bürgerkrieg
- 1822: Maxime Du Camp, französischer Schriftsteller
- 1822: Hermann Grieben, deutscher Journalist und Dichter
- 1824: Barnard Elliott Bee, US-amerikanischer Offizier, Brigadegeneral der Konföderierten im Amerikanischen Bürgerkrieg
- 1824: Franz Ludwig Fleck, Bischof des Bistums Metz
- 1825: Henry Walter Bates, britischer Naturforscher, Evolutionsbiologe und Entomologe
- 1825: Roderich von Stintzing, deutscher Jurist und Rechtshistoriker

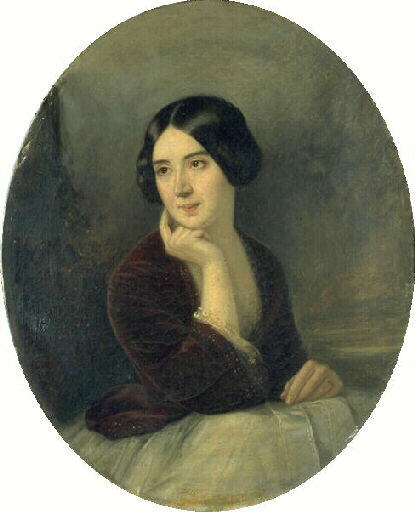
Eugénie de Santa-Coloma (* 1827)

- 1827: Eugénie de Santa-Coloma, französische Komponistin und Sängerin
- 1828: Antonio Cánovas del Castillo, spanischer Politiker, Ministerpräsident, Dichter und Historiker
- 1828: Carl Philipp Euler, deutscher Turnpädagoge und Schriftsteller

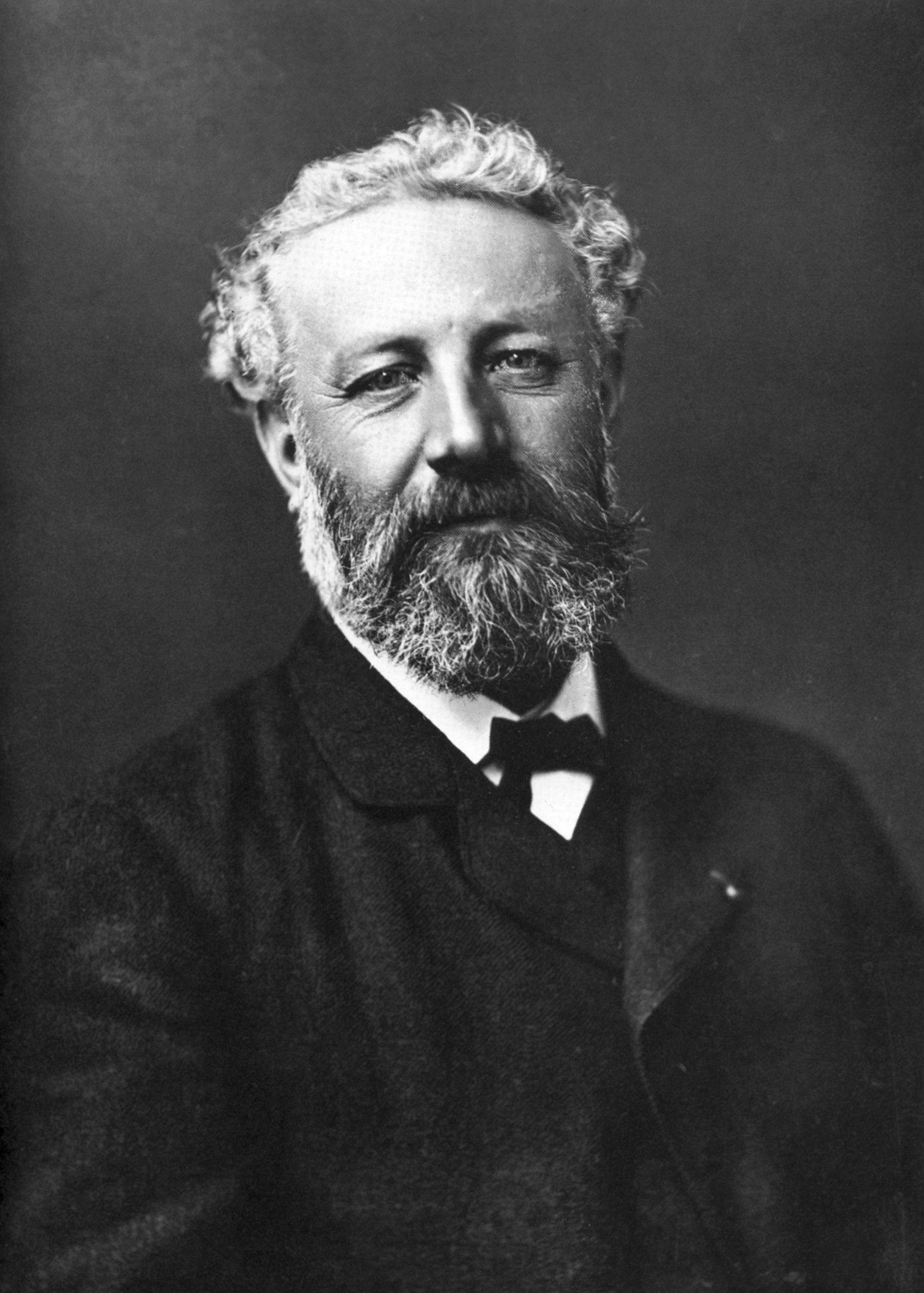
Jules Verne (* 1828)

- 1828: Jules Verne, französischer Schriftsteller, Mitbegründer der Science-Fiction-Literatur (20.000 Meilen unter dem Meer, Reise um die Erde in 80 Tagen)
- 1830: Abdülaziz, osmanischer Sultan
- 1830: August Siemering, deutsch-US-amerikanischer Schriftsteller, Journalist und Zeitungsverleger
- 1834: Dmitri Iwanowitsch Mendelejew, russischer Chemiker
- 1835ː Aline Hundt, deutsche Pianistin, Komponistin, Dirigentin, Klavierpädagogin
- 1835: August Köhler, deutscher evangelischer Theologe und Hochschullehrer
- 1836: Karl Friedrich Strobel, deutscher Politiker, württembergischer Oberamtmann
- 1841: José Sebastião Neto, portugiesischer Kardinal, Patriarch von Lissabon
- 1842: Josef Schantl, österreichischer Musiker, Hornist
- 1845: Francis Ysidro Edgeworth, irischer Ökonom
- 1845: Emil Sax, österreichischer Nationalökonom
- 1849: Aristide Cavallari, italienischer Kardinal, Patriarch von Venedig

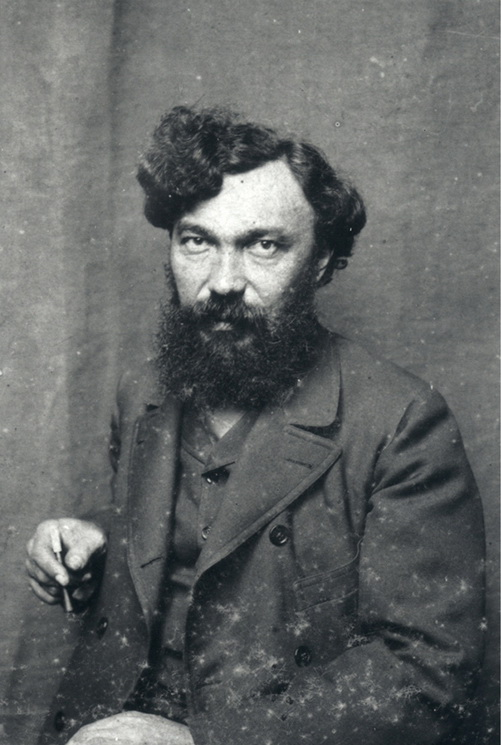
Iwan Pochytonow (* 1850)

- 1850: Iwan Pochytonow, ukrainischer Maler und Grafiker, tätig in Frankreich, Belgien

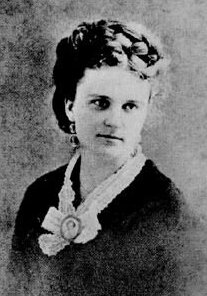
Kate Chopin (* 1850)

- 1850: Kate Chopin, US-amerikanische Schriftstellerin
- 1850: Jan van Leeuwen, niederländischer Gräzist
- 1850: Fritz Schöll, deutscher Altphilologe

#### 1851–1900
- 1851: Arthur Garner, australischer Schauspieler und Theaterunternehmer
- 1851: Hugo Zorn von Bulach, elsässischer Politiker, MdR
- 1852: Emmerich von Arco-Valley, deutscher Diplomat
- 1852: Gustav Körte, deutscher Archäologe
- 1856: Alfredo Valenzuela Puelma, chilenischer Maler
- 1857: Christiaan Snouck Hurgronje, niederländischer Arabist und Islamkundiger
- 1857: Nikolaus Müller, deutscher Altphilologe, Historiker und evangelischer Theologe
- 1859: Gabriele Reuter, deutsche Schriftstellerin
- 1861: Harry Ward Leonard, US-amerikanischer Elektroingenieur und Erfinder (Ward-Leonard-Umformer)
- 1866: Anton Schott, österreichischer Schriftsteller
- 1867: Michael Zeno Diemer, deutscher Maler
- 1867: Robert Schmid, Schweizer Jurist und Politiker
- 1868: Evangeline Adams, US-amerikanische Beraterin, Astrologin und Buchautorin
- 1868: Walter Rothschild, britischer Bankier und Zoologe
- 1868: Franja Tavčar, slowenische Frauenrechtlerin
- 1869: Karl Stoll, Schweizer Gewerkschaftsfunktionär und Politiker
- 1870: Georg Ahlemann, deutscher Offizier und Politiker
- 1872: Theodor Lessing, deutscher Philosoph und Publizist
- 1873: Philippe de Marne, französischer Autorennfahrer
- 1873: Josef Enzensperger, deutscher Meteorologe und Bergsteiger
- 1874: Otto Glöckel, österreichischer Politiker und Schulreformer

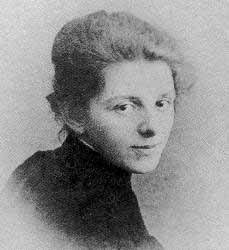
Paula Modersohn-Becker (* 1876)

- 1876: Paula Modersohn-Becker, deutsche Malerin des Expressionismus
- 1877: Albert Vögler, deutscher Politiker und Unternehmer, Generaldirektor der Vereinigten Stahlwerke
- 1878: Martin Buber, österreichisch-israelischer jüdischer Religionsphilosoph
- 1878: Willem Hesselink, niederländischer Fußballspieler
- 1879: Glover Morrill Allen, US-amerikanischer Zoologe und Ornithologe
- 1880: Franz Marc, deutscher Maler, Zeichner und Grafiker, bedeutender Vertreter des Expressionismus
- 1882: Karl Hayd, österreichischer Maler und Grafiker
- 1882: Thomas E. Selfridge, US-amerikanischer Offizier, erstes Todesopfer des Motorflugs
- 1883: Gregori Aminoff, schwedischer Künstler
- 1883: Joseph Schumpeter, österreichisch-ungarischer Ökonom und Politiker
- 1884: Albert Debrunner, Schweizer Altphilologe und Sprachwissenschaftler
- 1884: John Moore-Brabazon, britischer Luftfahrtpionier und konservativer Politiker und Automobilrennfahrer
- 1884: Willy Schmitter, deutscher Radrennfahrer
- 1885: Aarne Michaël Tallgren, finnischer Prähistoriker
- 1886: Gunther Plüschow, deutscher Marineoffizier und Flugpionier (Flieger von Tsingtau)
- 1887: Georg Lehmann-Fahrwasser, deutscher Landschaftsmaler
- 1887: Heinrich Spoerl, deutscher Schriftsteller
- 1888: Hans Arko, österreichischer Rechtsanwalt und Politiker
- 1888: Edith Evans, britische Schauspielerin

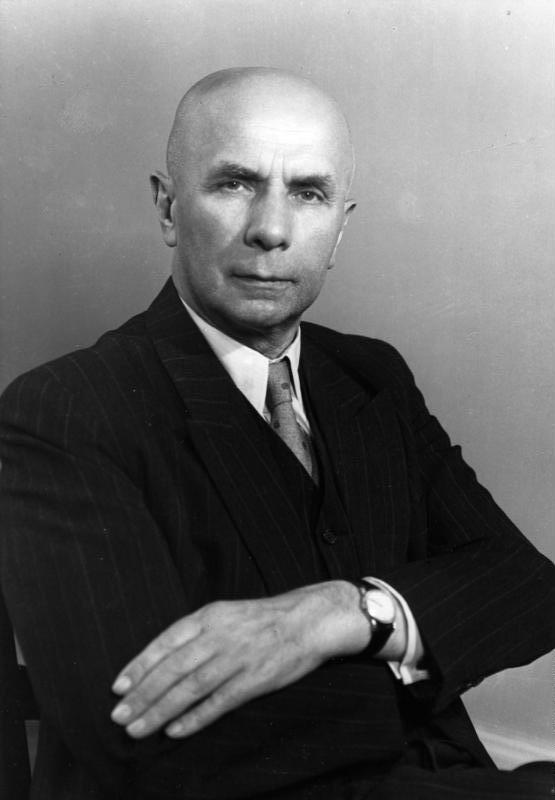
Jakob Kaiser (* 1888)

- 1888: Jakob Kaiser, deutscher Politiker, Widerstandskämpfer gegen den Nationalsozialismus, MdB, Bundesminister
- 1888: Matthijs Vermeulen, niederländischer Komponist
- 1889: Siegfried Kracauer, deutscher Filmsoziologe
- 1889: Frédéric Rüedi, Schweizer Beamter
- 1889: E. Robert Schmitz, französischer Pianist und Musikpädagoge
- 1891: Alfons Walde, deutscher Maler und Architekt
- 1892: Ralph Chubb, britischer Dichter, Drucker und Künstler
- 1892: Elizabeth Ryan, US-amerikanische Tennisspielerin
- 1894: George von Kaufmann, britischer Mathematiker und Anthroposoph
- 1894: Ludwig Marcuse, deutsch-US-amerikanischer Schriftsteller und Philosoph

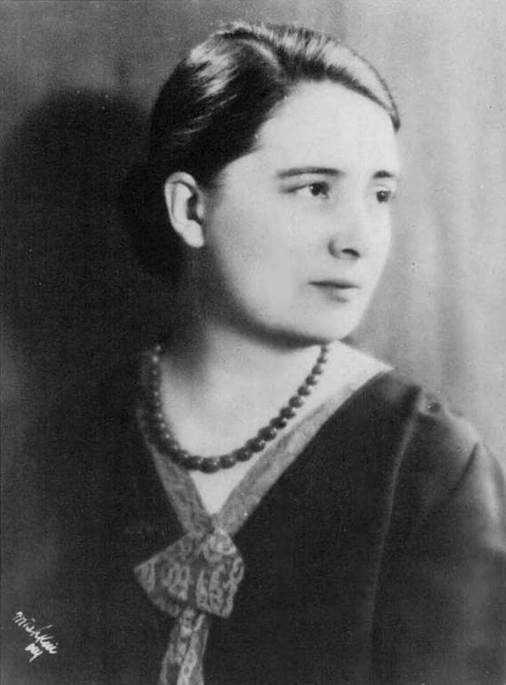
Rosita Renard (* 1894)

- 1894: Rosita Renard, chilenische Pianistin
- 1894: King Vidor, US-amerikanischer Regisseur
- 1895: Chorloogiin Tschoibalsan, mongolischer kommunistischer Politiker
- 1897: Zakir Hussain, indischer Politiker, Staatspräsident
- 1897: Stanisław Milski, polnischer Schauspieler und Regisseur
- 1899: Juan Pedro Arremón, uruguayischer Fußballspieler
- 1899: Hans Lang, deutscher Fußballspieler

### 20. Jahrhundert

#### 1901–1925
- 1901: Gustav Dahrendorf, deutscher Politiker, MdR, Mitgründer der Jungsozialisten und Journalist
- 1901ː Eva Herrmann, deutsch-amerikanische Malerin, Zeichnerin und Karikaturistin
- 1902: Illa Andreae, deutsche Schriftstellerin
- 1902: Lucie Englisch, österreichische Schauspielerin
- 1902: Helene Glatzer, deutsche kommunistische Widerstandskämpferin, MdL
- 1903: Greta Keller, österreichische Chansonsängerin

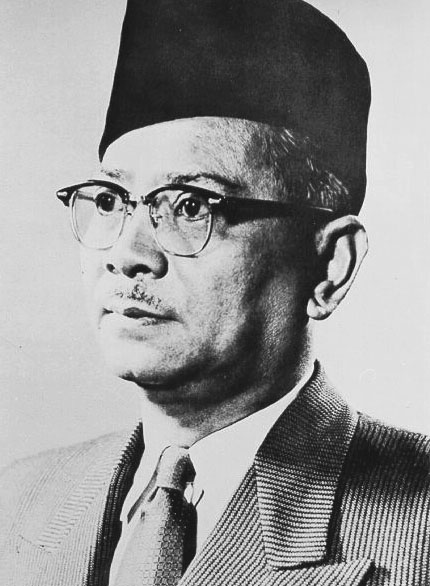
Tunku Abdul Rahman (* 1903)

- 1903: Tunku Abdul Rahman, malayischer Politiker
- 1905: Viktor Achter, deutscher Jurist, Hochschullehrer und Unternehmer
- 1905: Wilhelm Angele, deutsch-US-amerikanischer Ingenieur für Raketensteuerungstechnik
- 1905: Lawrence Henry Aurie, kanadischer Eishockeyspieler und -trainer
- 1905: Josef Becker, deutscher Politiker, MdB
- 1906: Franz Andrysek, österreichischer Gewichtheber
- 1906: Artur Balsam, US-amerikanischer Pianist und Musikpädagoge
- 1906: Arthur Allman Bullock, englischer Botaniker
- 1906: Richard Hofmann, deutscher Fußballspieler
- 1906: Henry Roth, US-amerikanischer Schriftsteller
- 1908: Albert Lautman, französischer Mathematiker und Philosoph
- 1908: Antonio Machín, kubanischer Sänger
- 1908: Emil Staiger, Schweizer Professor der Germanistik an der Universität Zürich
- 1909: Mathieu André, österreichisch-französischer Fußballspieler
- 1909: Wassili Iwanowitsch Rakow, sowjetischer Pilot
- 1910: Geoffrey de Ste Croix, britischer Althistoriker
- 1910: János Gyarmati, ungarischer Fußballspieler und -trainer
- 1910: Eric Helgar, deutscher Sänger, Bühnen- und Filmschauspieler, Fernsehmoderator und Komponist
- 1910: Raph, französisch-argentinischer Rennfahrer
- 1911: Elizabeth Bishop, US-amerikanische Schriftstellerin
- 1911: Erwin Feller, deutscher Politiker, MdB
- 1912: Horst Ademeit, deutscher Jagdflieger
- 1912: Šimon Jurovský, slowakischer Komponist
- 1913: Antal Apró, ungarischer kommunistischer Politiker

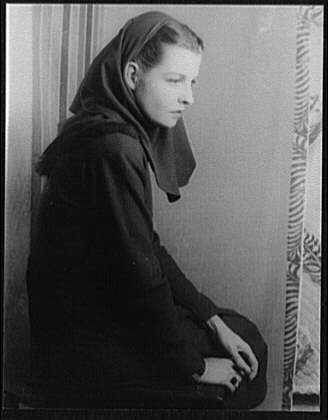
Betty Field (* 1913)

- 1913: Betty Field, US-amerikanische Schauspielerin
- 1916: Al Coppage, US-amerikanischer American-Football-Spieler
- 1916: Hans-Hugo Hartmann, deutscher Automobilrennfahrer
- 1917: Jan Chytrý, tschechoslowakischer Boxer
- 1917: Wilhelm Karl Ferdinand Schubert, deutscher SS-Oberscharführer und Blockführer im KZ Sachsenhausen
- 1918: Peter Lanyon, britischer Maler
- 1919: Leopold Neumer, deutscher und österreichischer Fußballspieler
- 1920: Bob Bemer, US-amerikanischer Computerpionier
- 1920: Karin Himboldt, deutsche Schauspielerin
- 1920: Mike Magill, US-amerikanischer Automobilrennfahrer
- 1920: Mary Siragusa, dominikanische Pianistin und Musikpädagogin
- 1921: Hans Albert, deutscher Soziologe, Philosoph und Hochschullehrer
- 1921: Ekkehard Fritsch, deutscher Schauspieler
- 1921: Fritz Heinrich, deutscher Gewerkschafter und Politiker, MdB
- 1921: John Pierrakos, US-amerikanischer Psychiater
- 1921: Lana Turner, US-amerikanische Schauspielerin
- 1922: Muhammad Aslam, pakistanischer Sprinter
- 1922: Juri Lwowitsch Awerbach, russischer Schachspieler
- 1922: Erika Burkart, Schweizer Schriftstellerin
- 1922ː Edith Fraenkel, deutsche Widerstandskämpferin und Opfer des Holocaust
- 1924: Volker Franzen, deutscher Chemiker
- 1924: Khamtay Siphandone, Präsident von Laos

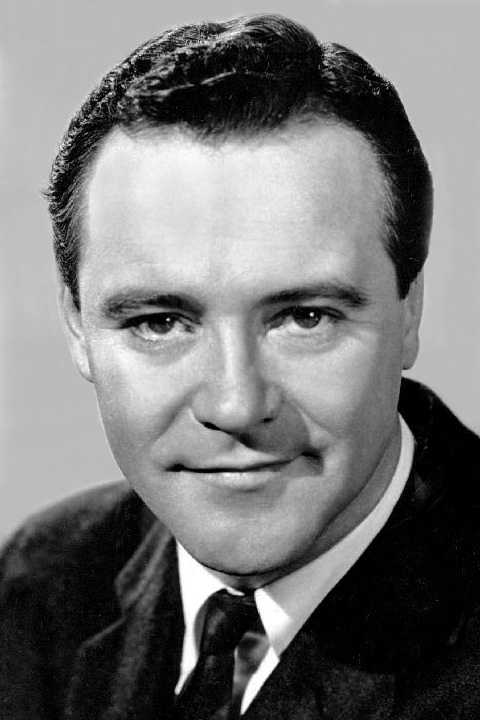
Jack Lemmon (* 1925)

- 1925: Jack Lemmon, US-amerikanischer Schauspieler

#### 1926–1950
- 1926: Neal Cassady, US-amerikanischer Autor, Mitglied der literarischen Gruppe der Beat Generation (Beatniks)
- 1926: Sonja Ziemann, deutsche Schauspielerin, Tänzerin und Sängerin
- 1927: Ilona Bodden, deutsche Autorin
- 1927: Hannemarie Kühler, deutsche Juristin, Richterin, Gerichtspräsidentin
- 1928: Siegfried Fink, deutscher Schlagzeuger und Komponist
- 1929: Claude Rich, französischer Schauspieler
- 1930: Erich Böhme, deutscher Journalist und Moderator
- 1930: Dieter-Julius Cronenberg, deutscher Politiker
- 1930: Catherine Hardy, US-amerikanische Leichtathletin, Olympiasiegerin

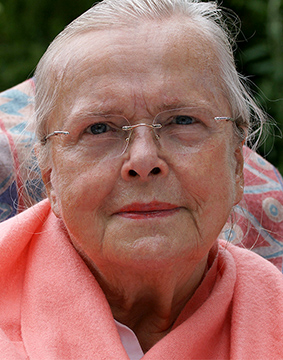
Eva Strittmatter (* 1930)

- 1930: Eva Strittmatter, deutsche Dichterin und Schriftstellerin
- 1931: James Dean, US-amerikanischer Filmschauspieler
- 1931: Shadia, ägyptische Filmschauspielerin und Sängerin
- 1932: Cliff Allison, englischer Formel-1-Rennfahrer
- 1932: Horst Eckel, deutscher Fußballspieler
- 1932: John Williams, US-amerikanischer Komponist

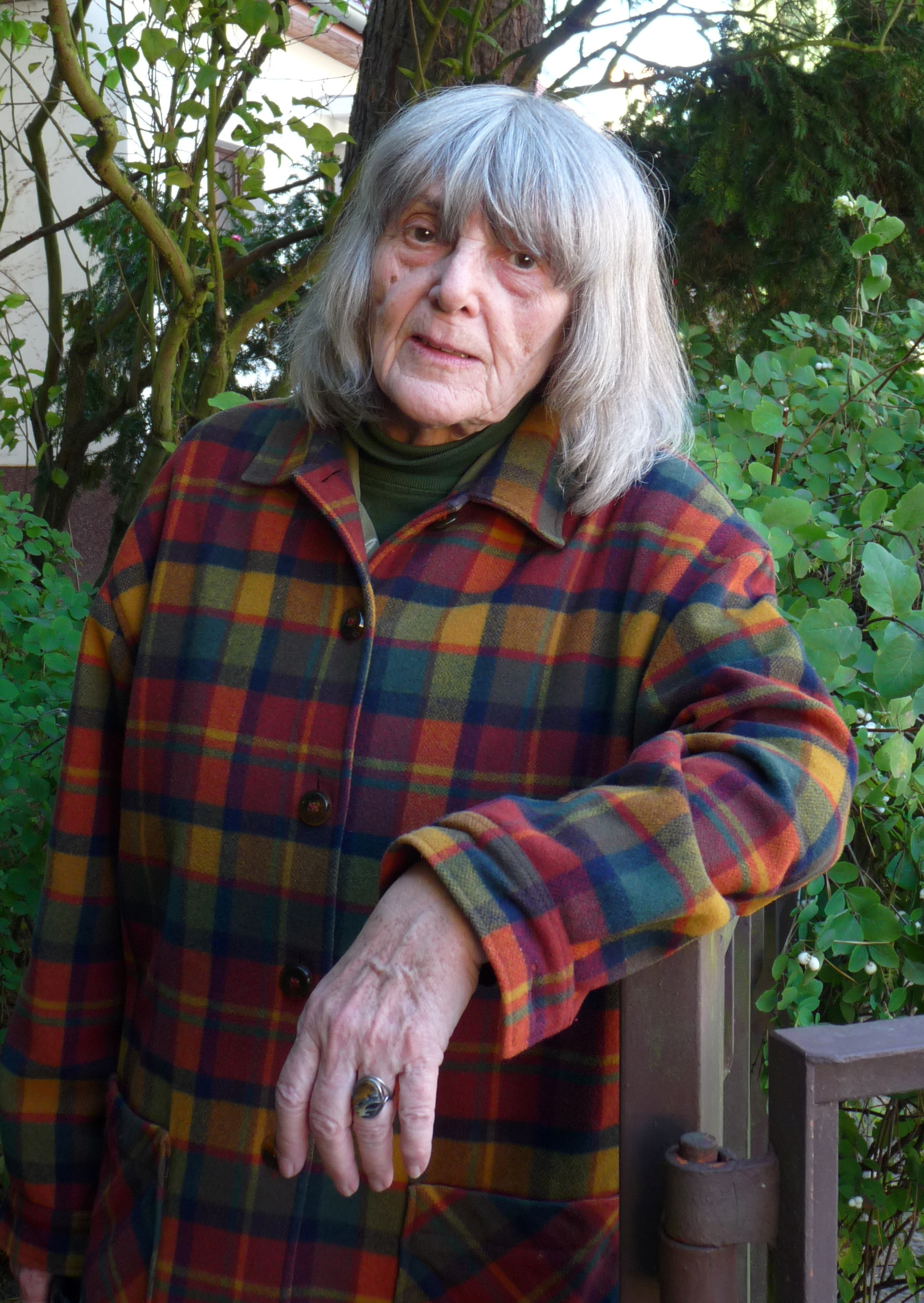
Ruth Wolf-Rehfeldt (* 1932)

- 1932: Ruth Wolf-Rehfeldt, deutsche Künstlerin in den Bereichen Visuelle Poesie und Mail Art
- 1933: Elly Ameling, deutsche Sopranistin
- 1933: Georg Sperber, deutscher Forstpraktiker und -wissenschaftler
- 1933: Josef Taus, österreichischer Wirtschaftsjurist, Manager und Politiker
- 1934: Joachim Angerer, deutscher Universitätsprofessor und Abt
- 1935: Herbert Fenn, deutscher Rechtswissenschaftler, Tanzsportler und Sportfunktionär
- 1935: Bill Smith, englischer Motorradrennfahrer
- 1936: Elisabeth Orth, österreichische Schauspielerin
- 1937: Aivars Gipslis, lettischer Schachspieler
- 1937: Jürgen Huss, deutscher Forstwissenschaftler

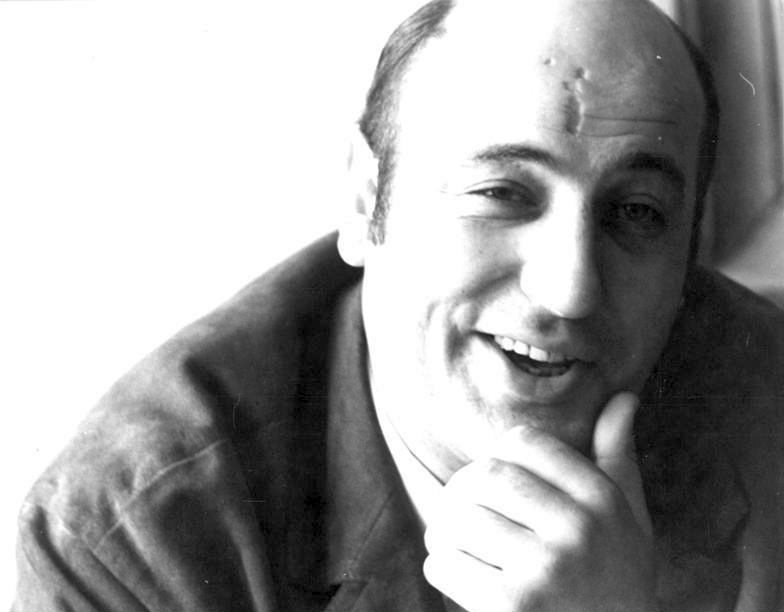
Manfred Krug (* 1937)

- 1937: Manfred Krug, deutscher Schauspieler und Sänger
- 1939: Peter Röhlinger, deutscher Politiker, Oberbürgermeister, MdB
- 1939: Egon Zimmermann, österreichischer Skirennläufer
- 1940: Jörg Rüdiger Siewert, deutscher Mediziner
- 1941: Wolfgang Blochwitz, deutscher Fußballspieler
- 1941: Nick Nolte, US-amerikanischer Schauspieler
- 1942: Marianne Ach, deutsche Schriftstellerin und Pädagogin
- 1942: Terry Melcher, US-amerikanischer Musikproduzent
- 1943: Michael Hoffmann-Becking, deutscher Rechtsanwalt, Rechtswissenschaftler und Honorarprofessor
- 1943: Nikolaki Sawaf, syrischer Erzbischof
- 1944: Roger Lloyd-Pack, britischer Schauspieler
- 1944: Sebastião Salgado, brasilianischer Fotograf und Fotoreporter
- 1944: Emma Schmidt, österreichische Pianistin
- 1945: Kinza Clodumar, nauruischer Politiker, Staatspräsident
- 1945: Erich Rutemöller, deutscher Fußballtrainer
- 1946: Gert Jonke, österreichischer Schriftsteller
- 1947: Joël Laplacette, französischer Autorennfahrer
- 1947: Leo Niehorster, US-amerikanisch-niederländischer Autor
- 1947: Günther Sigl, deutscher Komponist, Texter, Musiker und Mitbegründer der Spider Murphy Gang

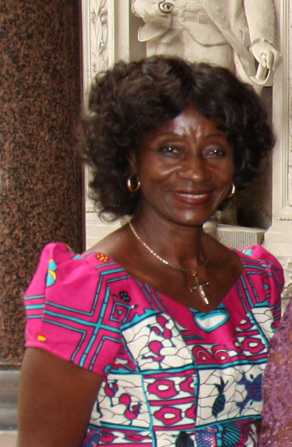
Sherry Ayittey (* 1948)

- 1948: Sherry Ayittey, ghanaische Politikerin und Ministerin
- 1948: Waldo Karpenkiel, deutscher Schlagzeuger
- 1948: Dan Seals, US-amerikanischer Sänger, Musiker und Songwriter

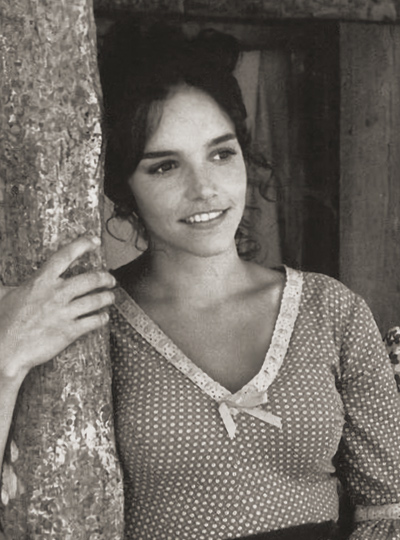
Brooke Adams (* 1949)

- 1949: Brooke Adams, US-amerikanische Schauspielerin
- 1949: Niels Arestrup, französischer Film- und Theaterschauspieler
- 1949: Roland Kimmerle, deutscher Fußballspieler
- 1950: Paul Kind, liechtensteinischer Radsportler
- 1950: Jochen Leiß, deutscher Tischtennisspieler
- 1950: Marcel Ospel, Schweizer Manager

#### 1951–1975
- 1952: Erwin Lotter, deutscher Arzt und Politiker, MdB
- 1953: Günther Emig, deutscher Bibliothekar und Kleist-Archiv-Direktor, Herausgeber und Verleger
- 1953: Mary Steenburgen, US-amerikanische Schauspielerin
- 1954: Jochen Schroeder, deutscher Schauspieler und Sänger

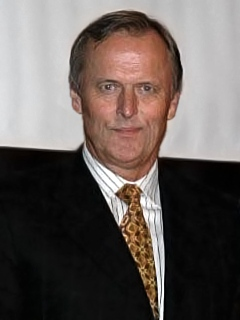
John Grisham (* 1955)

- 1955: John Grisham, US-amerikanischer Schriftsteller
- 1955: Ethan Phillips, US-amerikanischer Schauspieler und Autor
- 1957: Jean-Marc Bellocq, französischer Langstreckenläufer
- 1957: Imogen Kogge, deutsche Schauspielerin
- 1957: Mohammed Valli Moosa, südafrikanischer Politiker
- 1958: Sherri Martel, US-amerikanische Wrestlerin
- 1958: Marina Silva, brasilianische Politikerin
- 1959: Heinz Günthardt, Schweizer Tennisspieler
- 1959: Irina Wladimirowna Kalinina, sowjetische Wasserspringerin, Olympiasiegerin
- 1959: Jürgen Kruse, deutscher Theaterregisseur
- 1959: Mark Kuhn, Schweizer Schauspieler
- 1959: Mauricio Macri, argentinischer Unternehmer und Politiker
- 1960: Benigno Aquino III., philippinischer Politiker
- 1960: Alfred Gusenbauer, österreichischer Politiker
- 1960: Yewande Olubummo, nigerianisch-amerikanische Mathematikerin
- 1961: Ralf Åkesson, schwedischer Schachspieler, Großmeister
- 1961: Ellen Arnhold, deutsche Fernsehmoderatorin
- 1961: Christian Fitzek, deutscher Handballspieler und -trainer
- 1961: Vince Neil, US-amerikanischer Musiker
- 1961: Lothar Wieler, deutscher Mikrobiologe, Präsident des Robert Koch-Instituts
- 1962: Bhushan Akut, indischer Badmintonspieler
- 1962: Israil Magomedgirejewitsch Arsamakow, sowjetischer Gewichtheber

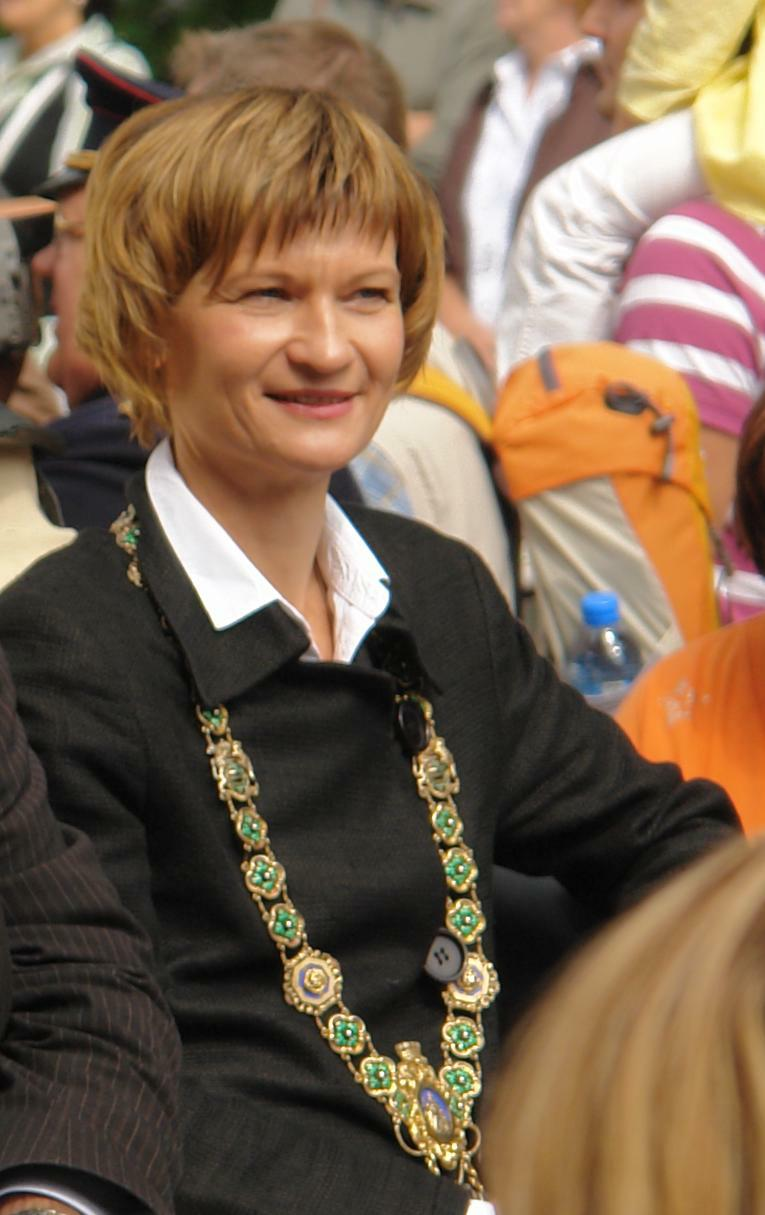
Barbara Ludwig (* 1962)

- 1962: Barbara Ludwig, deutsche Politikerin, MdL, Landesministerin, Oberbürgermeisterin
- 1962: Martin Wuttke, deutscher Schauspieler und Regisseur
- 1963: Jóhann Hjartarson, isländischer Schachgroßmeister
- 1963: Joshua Kadison, US-amerikanischer Musiker
- 1964: Tatjana Clasing, deutsche Schauspielerin
- 1964: Daníel Hilmarsson, isländischer Skirennläufer
- 1965: Mathilda May, französische Schauspielerin
- 1966: Alex Antonitsch, österreichischer Tennisspieler
- 1966: Mathias Gutmann, deutscher Biologe und Philosoph
- 1966: Bruno Labbadia, deutscher Fußballspieler und -trainer
- 1966: Sylvia Limmer, deutsche Politikerin
- 1966: Christo Stoitschkow, bulgarischer Fußballspieler
- 1967: Matthias Baranowski, deutscher Fußballspieler
- 1967: Lorenzo Minotti, italienischer Fußballspieler
- 1968: Gary Coleman, US-amerikanischer Schauspieler
- 1968: Georg Fahrenschon, deutscher Politiker, MdB, Staatsminister
- 1968: April Stewart, US-amerikanische Synchronsprecherin
- 1969: Kim Myong-nam, nordkoreanischer Gewichtheber
- 1970: Roman Knižka, deutscher Schauspieler
- 1970: Alonzo Mourning, US-amerikanischer Basketballspieler
- 1971: Dmitri Wladislawowitsch Neljubin, russischer Radsportler
- 1971: Andrus Veerpalu, estnischer Skilangläufer
- 1972: Piotr Gładki, polnischer Marathonläufer
- 1972: Paul Wight, US-amerikanischer Wrestler
- 1973: Johannes Scherer, deutscher Radio- und Fernsehmoderator
- 1973: Judith Sehrbrock, deutsche Schauspielerin
- 1973: Ursula Wyss, Schweizer Nationalrätin
- 1974: Ulises de la Cruz, ecuadorianischer Fußballspieler

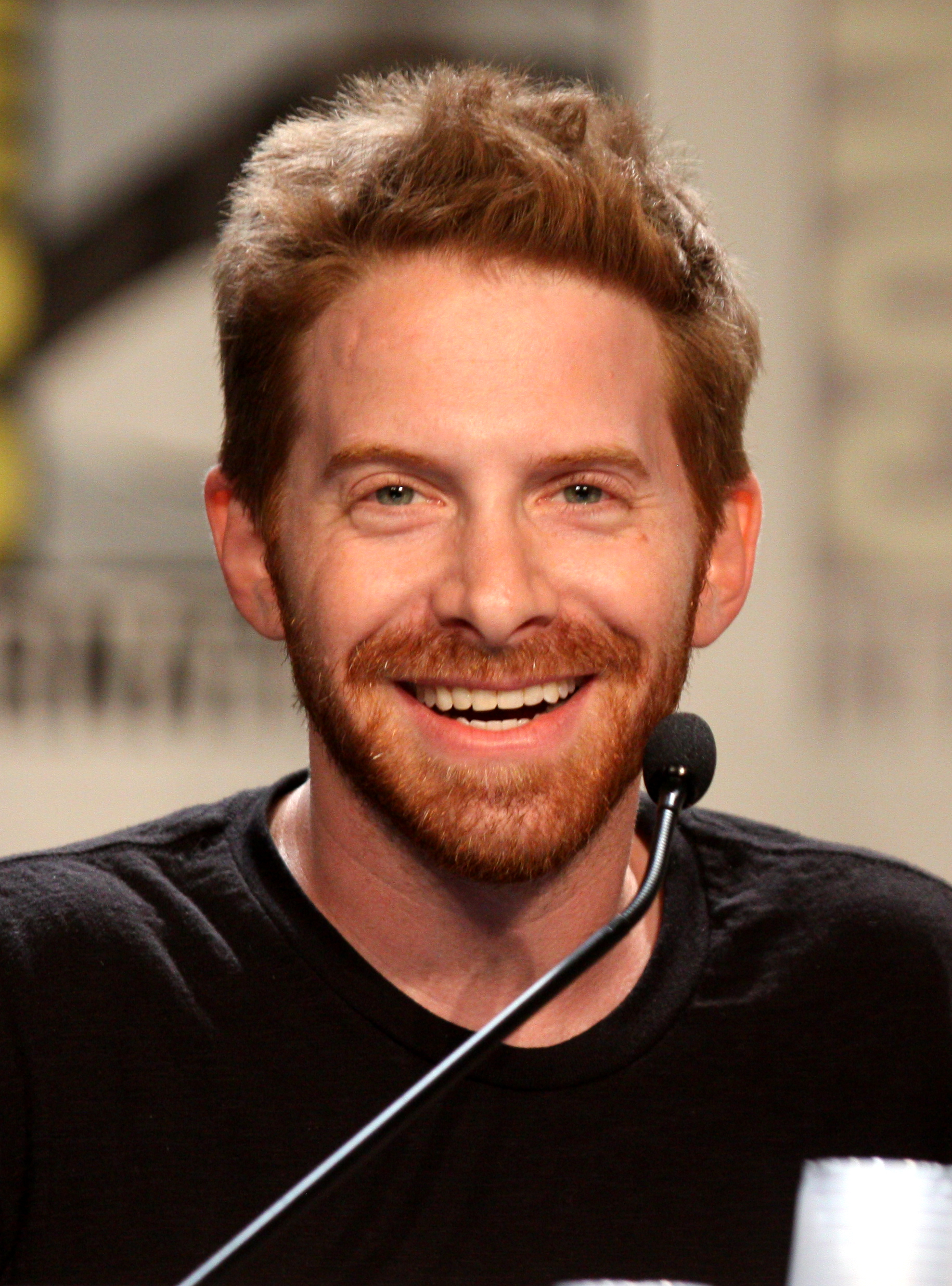
Seth Green (* 1974)

- 1974: Seth Green, US-amerikanischer Schauspieler
- 1974: Guy-Manuel de Homem-Christo, französischer Musiker (Daft Punk)
- 1975: Kevin Cooper, englischer Fußballspieler
- 1975: Alexondra Lee, US-amerikanische Schauspielerin
- 1975: Sébastien Philippe, französischer Autorennfahrer
- 1975: Uli Wolf, deutscher Handballspieler

#### 1976–2000
- 1976: Oksana Nikiforowa, russische Tänzerin
- 1976: Nicolas Vouilloz, französischer Mountainbiker und Rallyefahrer
- 1977: Shigeru Aburaya, japanischer Langstreckenläufer
- 1977: David Farrell, US-amerikanischer Musiker (Linkin Park)
- 1977: Sverre Andreas Jakobsson, isländischer Handballspieler
- 1977: Roman Sergejewitsch Kostomarow, russischer Eiskunstläufer
- 1978: Darren Appleton, englischer Poolbillardspieler
- 1978: Bettie Ballhaus, deutsche Fernsehmoderatorin und Nacktmodell
- 1979: Sebastian Seitner, deutscher Handballspieler
- 1980: Nico Kibat, deutscher Handballspieler
- 1980: Jennifer Knäble, deutsche Fernsehmoderatorin
- 1981: Tjark Bernau, deutscher Schauspieler und Regisseur
- 1981: Steve Gohouri, ivorischer Fußballspieler
- 1981: Sebastian Preiß, deutscher Handballspieler
- 1982: Jens Dethloff, deutscher Handballspieler und -trainer
- 1982: Liam McIntyre, australischer Schauspieler
- 1983: Jermaine Anderson, kanadischer Basketballspieler
- 1983: Wen Lihao, chinesischer Dartspieler
- 1983: Nadine Westerhoff, deutsche Fußballschiedsrichterin
- 1984: Shelley Thompson, deutsche Fußballspielerin
- 1985: Sophie Lamon, Schweizer Fechterin
- 1985: Jens Vilhelmsen, dänischer Ruderer
- 1986: Scott Arnold, australischer Squashspieler
- 1986: Ashley Mulheron, britische Schauspielerin
- 1986: Anderson .Paak, US-amerikanischer Sänger, Rapper, Schlagzeuger und Musikproduzent

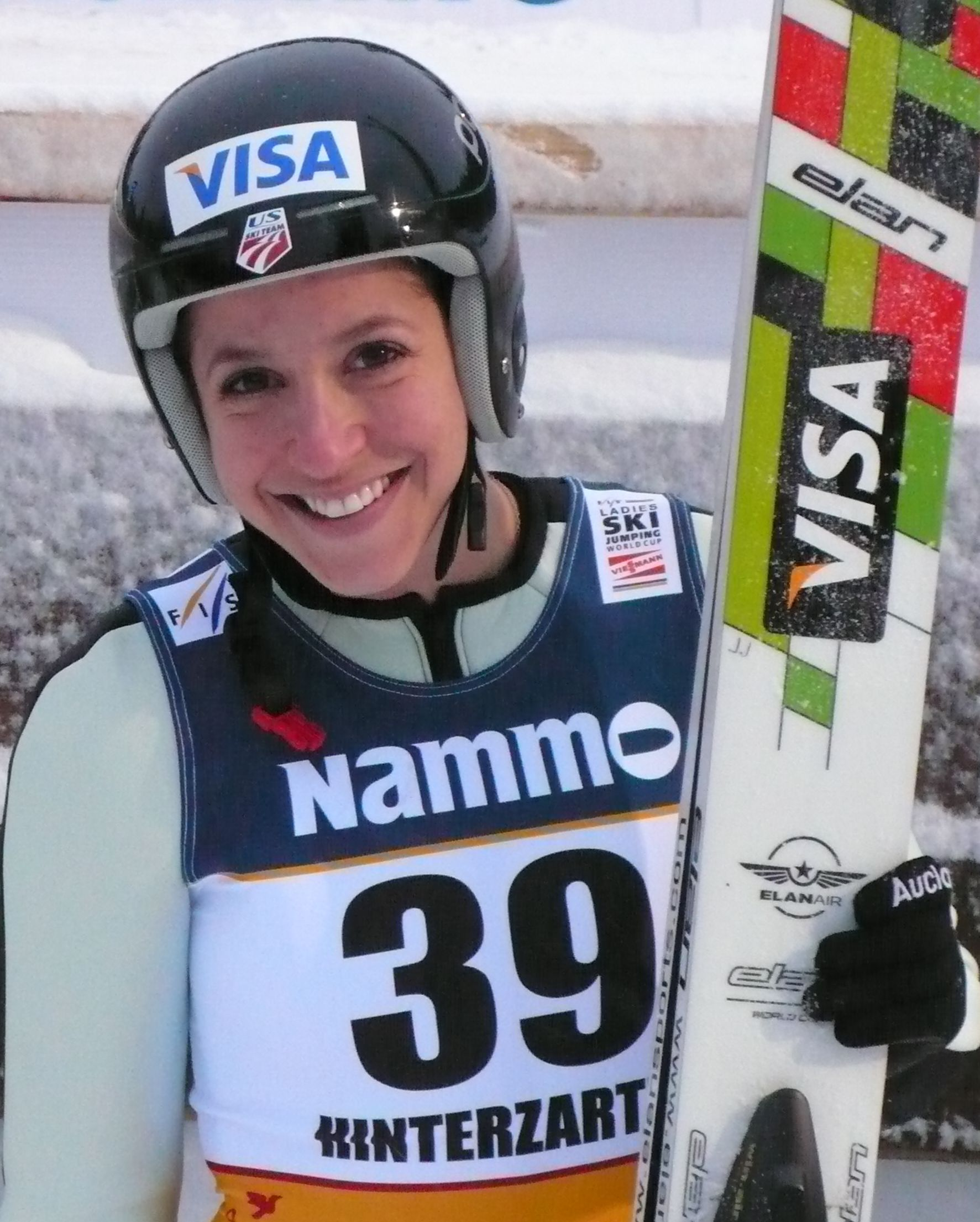
Jessica Jerome (* 1987)

- 1987: Jessica Jerome, US-amerikanische Skispringerin

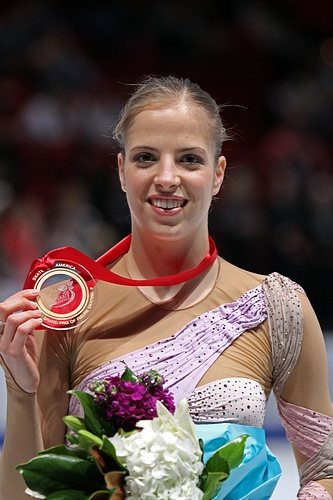
Carolina Kostner (* 1987)

- 1987: Carolina Kostner, italienische Eiskunstläuferin
- 1987: Moritz Weltgen, deutscher Handballspieler
- 1988: Abdullah Al Muzayen, kuwaitischer Squashspieler
- 1988: Renato Soares de Oliveira Augusto, brasilianischer Fußballspieler

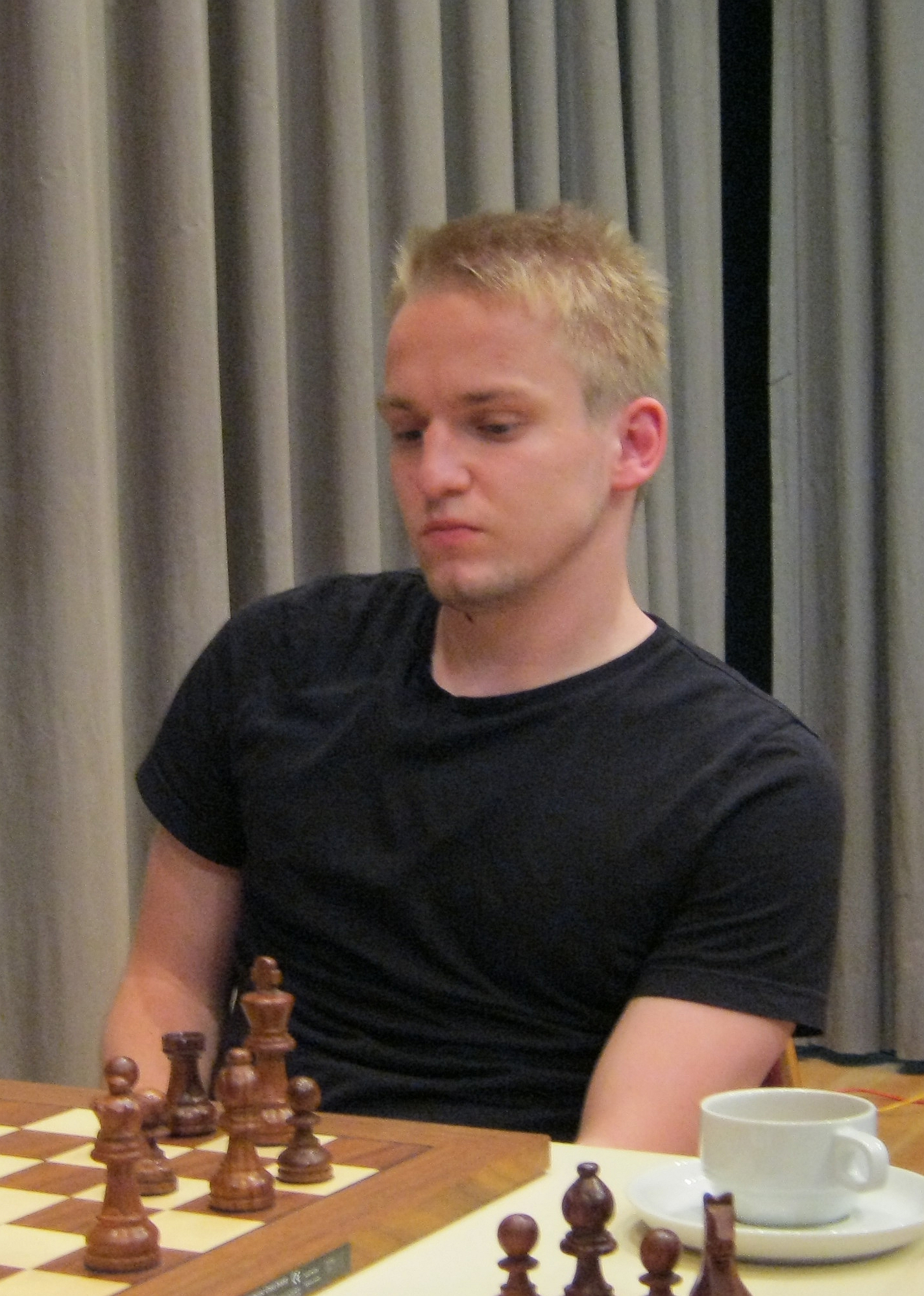
Arik Braun (* 1988)

- 1988: Arik Braun, deutscher Schachspieler
- 1988: Maxi Hayn, deutsche Handballspielerin
- 1989: Chai Romruen, australischer Schauspieler
- 1990: Baek Jin-hee, südkoreanische Schauspielerin
- 1990: Vegard Breen, norwegischer Straßenradrennfahrer
- 1990: Bethany Hamilton, US-amerikanische Surferin
- 1990: Klay Thompson, US-amerikanischer Basketballspieler

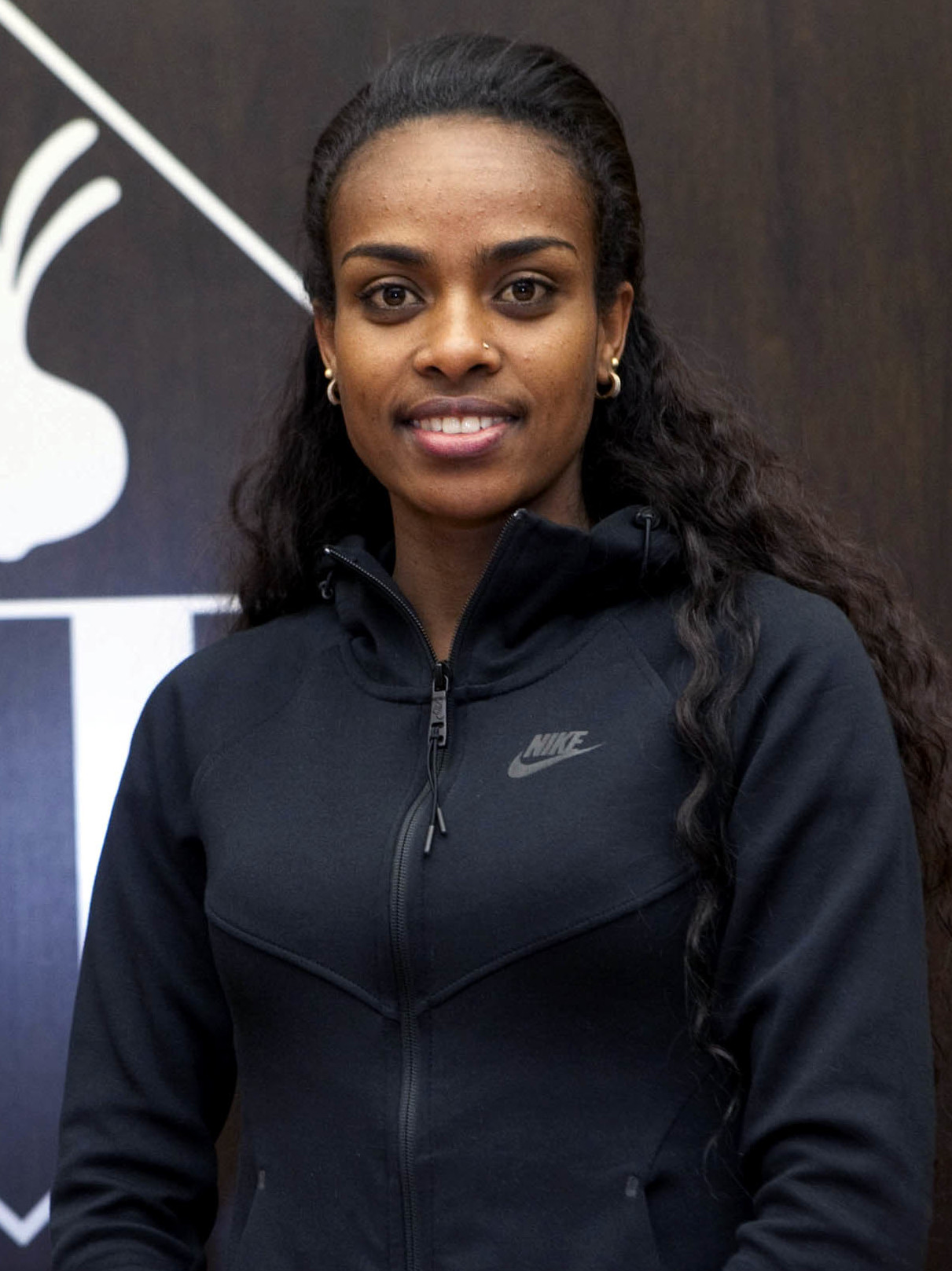
Genzebe Dibaba (* 1991)

- 1991: Genzebe Dibaba, äthiopische Mittel- und Langstreckenläuferin
- 1991: Michael Lang, Schweizer Fußballspieler
- 1991: André Luge, deutscher Fußballspieler
- 1992: Maarten Meiners, niederländischer Skirennläufer
- 1993: Stefano Beltrame, italienischer Fußballspieler
- 1993: Sina Ritter, deutsche Handballspielerin
- 1993: Luisa Wensing, deutsche Fußballspielerin
- 1994: Hakan Çalhanoğlu, türkischer Fußballspieler
- 1994: Fabian Wiede, deutscher Handballspieler
- 1995: Aljaksandra Hisels, belarussische Billardspielerin
- 1995: Joshua Kimmich, deutscher Fußballspieler
- 1996: Kenedy, brasilianischer Fußballspieler
- 1997: Pascal Eenkhoorn, niederländischer Radrennfahrer
- 1997: Kilian Heinrich, deutscher Webvideoproduzent
- 1997: Kathryn Newton, US-amerikanische Schauspielerin
- 1997: June Tomiak, deutsche Politikerin, MdA
- 2000: Chris Durkin, US-amerikanischer Fußballspieler

### 21. Jahrhundert
- 2003: Nurschat Tursynschanow, kasachischer Skispringer

## Gestorben

### Vor dem 16. Jahrhundert
- 0215 v. Chr.: Kōrei, japanischer Kaiser
- 0453: Ingyō, japanischer Kaiser
- 0538: Severus von Antiochia, monophysitischer Patriarch von Antiochia
- 0840: Thiatgrim, Bischof von Halberstadt
- 0975: Abdallah ibn al-Muizz, Kronprinz der Fatimiden
- 1124: Stephan von Muret, französischer Mönch und Ordensgründer
- 1135: Elvira von Kastilien, Königin von Sizilien
- 1159: Konrad I., Herzog von Meranien
- 1235: Burchard I. von Woldenberg, Erzbischof von Magdeburg
- 1250: Érard II. von Brienne-Ramerupt, Herr von Ramerupt und Kreuzfahrer
- 1250: Raoul II. de Coucy, Herr von Coucy, Marle und La Fèr sowie Kreuzfahrer
- 1250: William Longespée of Salisbury, englischer Adliger
- 1250: Robert de Vere, englischer Kreuzfahrer
- 1250: Robert I., Graf von Artois
- 1250: Fachr ad-Din Yusuf, Diplomat und Emir der Mamelukengarde von Ägypten
- 1265: Hülegü, mongolischer Fürst und Feldherr
- 1274: Heinrich von Lützelburg, Bischof von Semgallen, Bischof von Kurland und Bischof von Chiemsee
- 1285: Dietrich von Landsberg, wettinischer Markgraf von Landsberg
- 1292: Wilhelm VII., Markgraf von Montferrat
- 1296: Przemysł II., polnischer König
- 1314: Hélène von Anjou, serbische Königin
- 1324: Marquard I. von Hagel, Fürstbischof von Eichstätt
- 1349: Hugh le Despenser, 1. Baron le Despenser, englischer Adeliger
- 1428: Rudolf III., Markgraf von Hachberg-Sausenberg
- 1429: Eberhard IV. von Starhemberg, Erzbischof von Salzburg
- 1469: Abu Sa'id, Herrscher Transoxaniens aus der Dynastie der Timuriden

### 16. bis 18. Jahrhundert
- 1515: Wilhelm I., Landgraf von Hessen
- 1533: Juan Martín de Ampiés, spanischer Offizier
- 1533: Matthäus Beskau, deutscher katholischer Theologe und Rechtswissenschaftler
- 1537: Hieronymus Ämiliani, italienischer Humanist und Heiliger
- 1537: Otto von Pack, deutscher Verschwörer
- 1553: Johann Ernst, Herzog von Sachsen-Coburg
- 1555: Laurence Saunders, englischer Geistlicher und evangelischer Märtyrer
- 1586: Peter Tiara, niederländischer Philologe und Arzt
- 1594: Elisabeth von der Pfalz, Herzogin von Sachsen
- 1608: Friedrich I., Graf von Mömpelgard und Herzog von Württemberg
- 1611: Jan Huygen van Linschoten, niederländischer Kaufmann, Autor und Entdecker
- 1620: Simon Reiffenstuel, bayerischer Hofbaumeister und Erbauer der Soleleitung von Bad Reichenhall nach Traunstein
- 1628: François d’Escoubleau de Sourdis, französischer Erzbischof und Kardinal
- 1636: Erich Hedemann, deutscher Geheimer Rat Christians IV. von Dänemark
- 1640: Murad IV., Sultan des Osmanischen Reichs
- 1649: Wilhelm Leyser I., deutscher Theologe
- 1654: Luca Ferrari, italienischer Maler

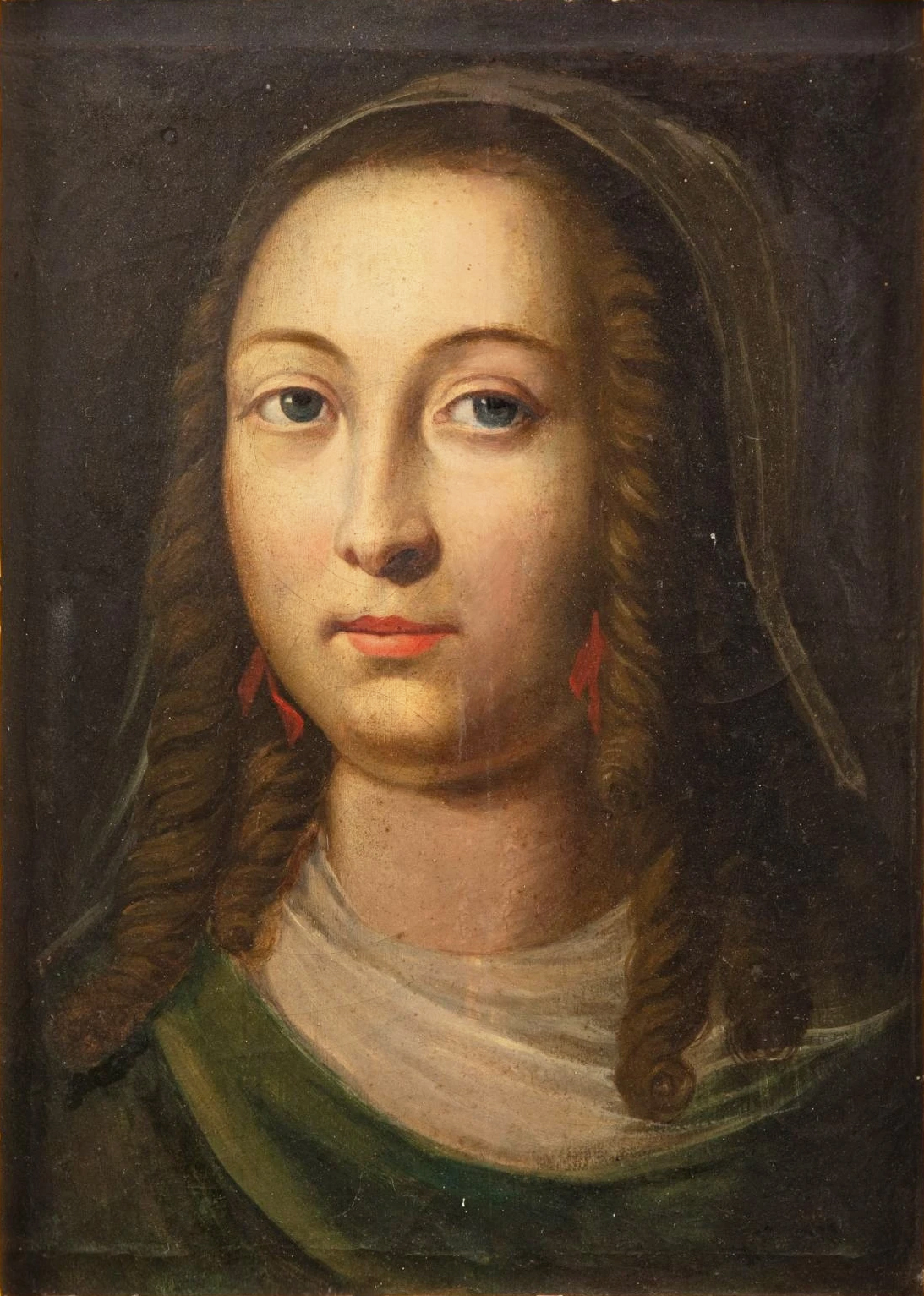
Laure Mancini († 1657)

- 1657: Laura Mancini, Herzogin von Mercoeur
- 1664: Charles de La Porte, Herzog von Meilleraye und Pair von Frankreich
- 1668: Melchior Haugk, deutscher frühkapitalistischer Unternehmer
- 1676: Alexei I., Zar und Großfürst von Russland
- 1680: Elisabeth von der Pfalz, Äbtissin von Herford, Prinzessin, Philosophin und Autorin
- 1693: Stephan Pilarick, ungarischer Philosoph, ev.-luth. Geistlicher und Theologe
- 1696: Iwan V., Zar von Russland
- 1704: Philipp Jeningen, deutscher Jesuit, Volksmissionar und Mystiker
- 1707: Giuseppe Aldrovandini, italienischer Komponist und Kapellmeister
- 1707: Johann Heinrich Starcke, deutscher Mediziner
- 1709: Giuseppe Torelli, italienischer Barock-Violinist und Komponist
- 1710: Sebastian Gercken, Lübecker Bürgermeister
- 1712: Nicola Ammirato, neapolitanischer Maler
- 1720: Orazio Marinali, italienischer Bildhauer
- 1725: John Bellers, englischer Quäker, Ökonom und Sozialreformer
- 1725: Peter der Große, Zar des Russischen Reichs
- 1739: Gottfried Leonhard Baudis der Ältere, deutscher Rechtswissenschaftler
- 1742: Philipp Ludwig Wenzel von Sinzendorf, österreichischer Diplomat und Staatsmann, Obersthofkanzler
- 1745: Karl, Herzog von Württemberg-Bernstadt
- 1749: Jan van Huysum, niederländischer Maler
- 1750: Siard Frick, Abt von Schussenried
- 1751: Nicola Salvi, italienischer Architekt
- 1755: Niccolò Coscia, italienischer Kardinal und Bischof
- 1757: Bernd Siegmund von Blankensee, königlich-preußischer Generalmajor, Träger des Pour le Mérite
- 1771: Johann Anton Tillier, Schultheiss von Bern

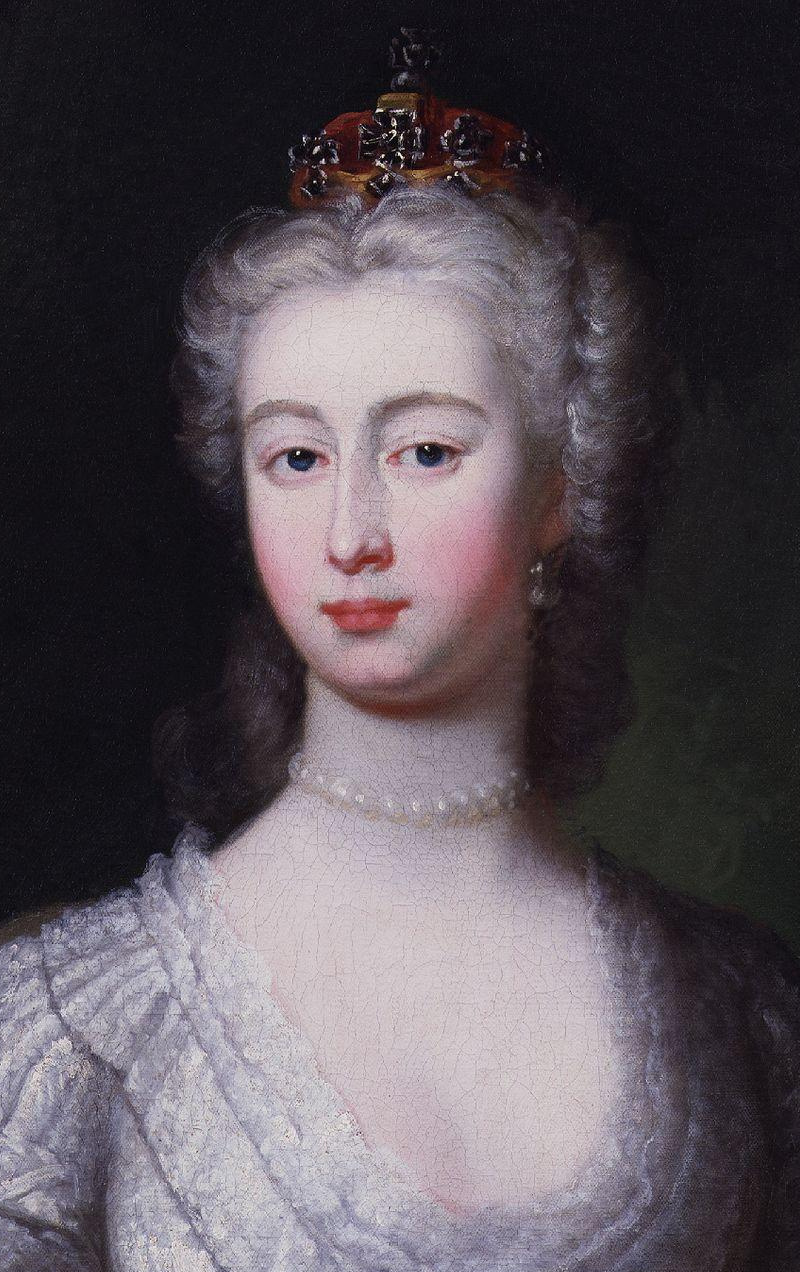
Augusta von Sachsen-Gotha-Altenburg († 1772)

- 1772: Augusta von Sachsen-Gotha-Altenburg, Frau des britischen Thronfolgers Friedrich Ludwig von Hannover und Mutter von Georg III.
- 1786: Johann Kaspar Riesbeck, deutscher Jurist und Schriftsteller, Schauspieler und Illuminat
- 1795: Johann Rudolf Ulrich, Schweizer evangelischer Geistlicher und Hochschullehrer
- 1797: Johann Friedrich Doles, deutscher Komponist und Thomaskantor

### 19. Jahrhundert
- 1802: Johann Georg Wieland, deutscher Stuckateur und Bildhauer
- 1806: Howard Stansbury, US-amerikanischer Offizier und Entdecker
- 1808: Ove Høegh-Guldberg, dänischer Theologe, Historiker und Politiker
- 1809: Anton Oehmbs, deutscher katholischer Theologe und Hochschullehrer
- 1812: Friedrich Arnold Wilhelm Adolf Carl Arndts, deutscher Jurist
- 1819: Johan David Åkerblad, schwedischer Diplomat, Paläograf und Orientalist
- 1828: Ferdinand Ludolph Friedrich von Angern, deutscher Politiker

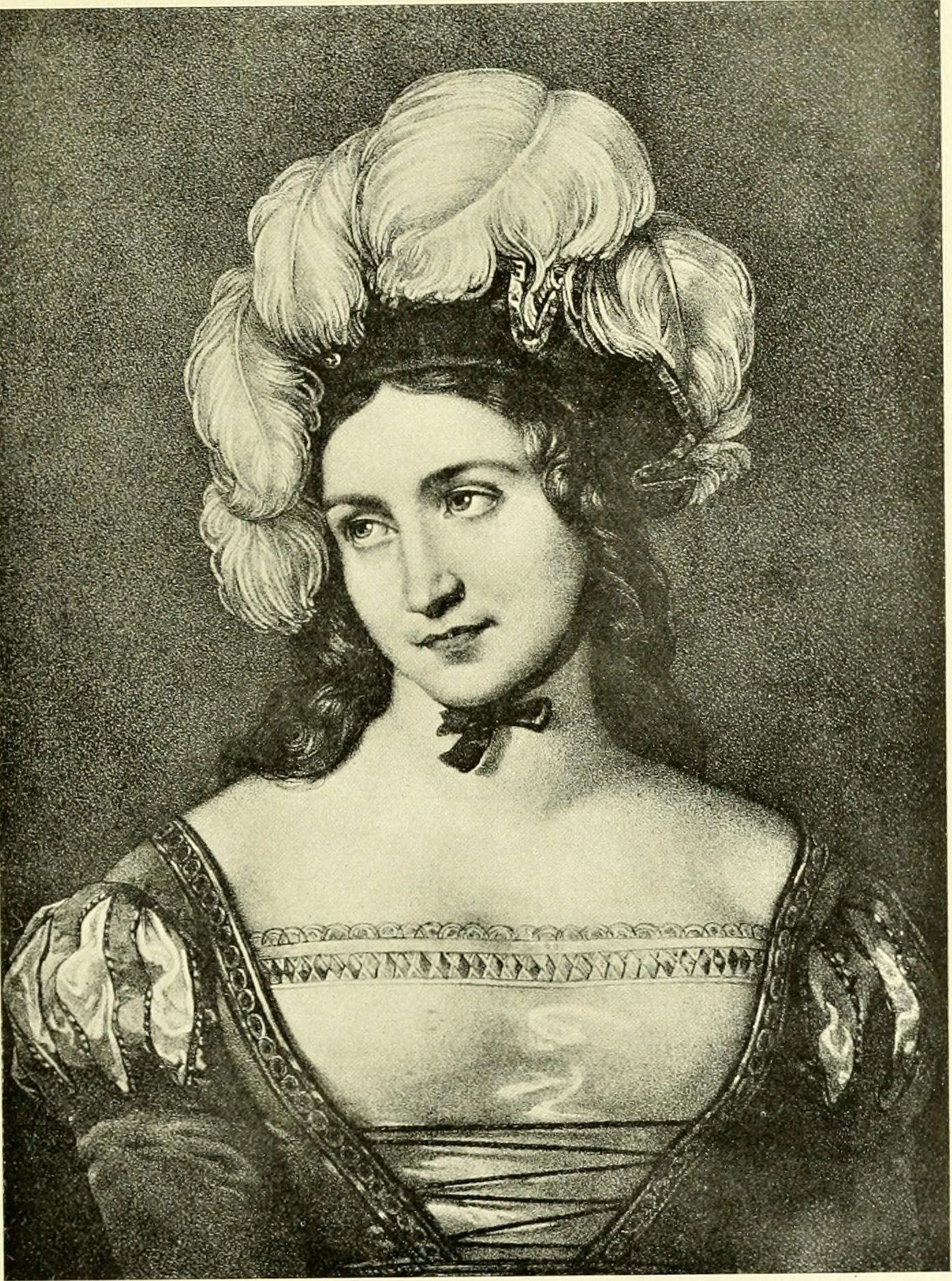
Catherine Josephine Duchesnois († 1835)

- 1835: Catherine Josephine Duchesnois, französische Schauspielerin

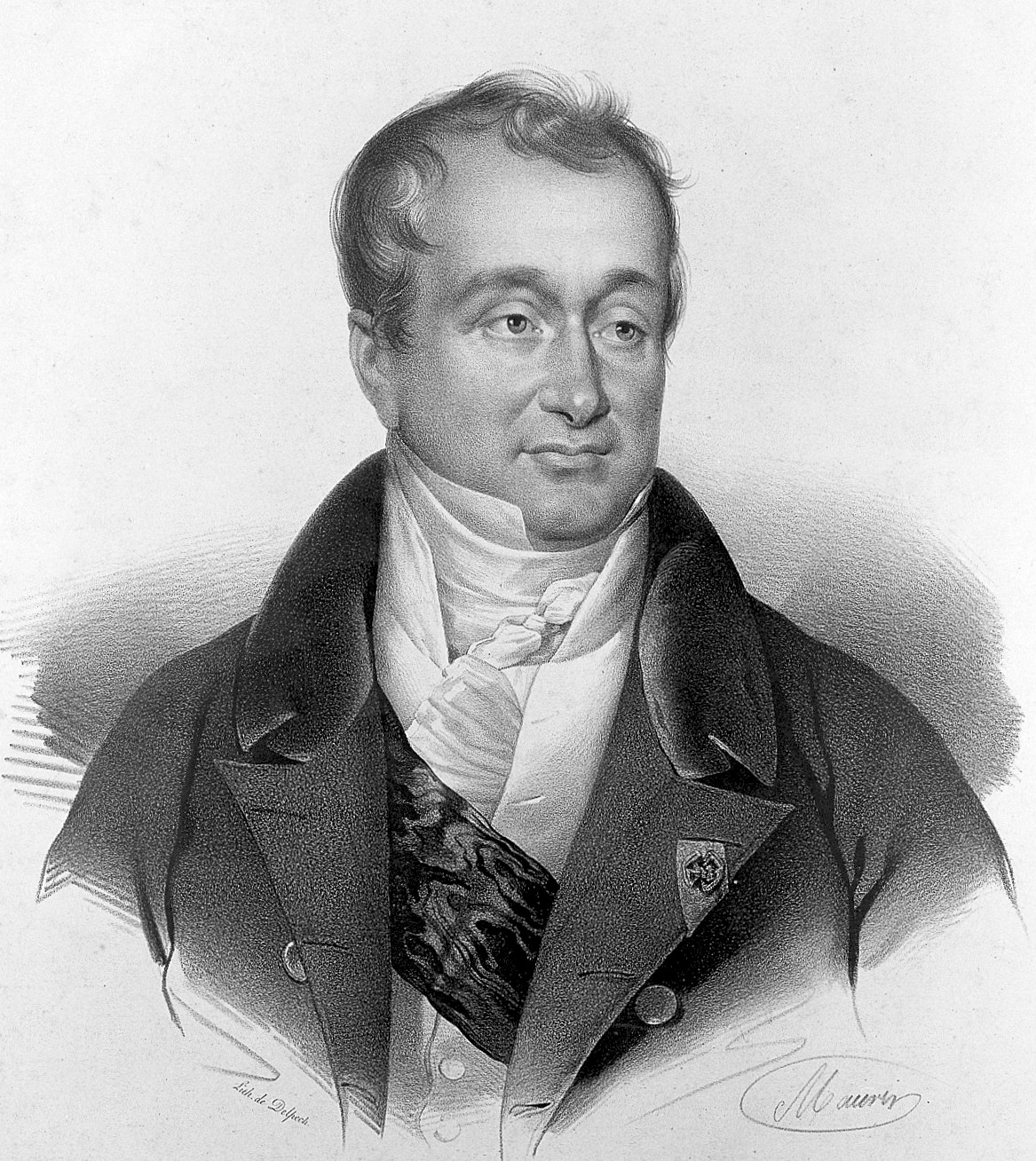
Guillaume Dupuytren († 1835)

- 1835: Guillaume Dupuytren, französischer Mediziner und Chirurg
- 1840: Thomas Graf, deutscher katholischer Geistlicher
- 1844: Sarah Harriet Burney, englische Romanautorin
- 1844: Bartolomeo Ferrari, italienischer Bildhauer
- 1848: Karl Ludwig Nordmann, Domänenpächter und Tierzüchter
- 1849: François-Antoine Habeneck, französischer Violinist und Komponist
- 1849: France Prešeren, slowenischer Dichter
- 1851: Nicholas Vansittart, 1. Baron Bexley, britischer Politiker und Staatsmann
- 1856: Eduard Vogel, deutscher Astronom und Afrikaforscher
- 1861: Pierre-Bienvenu Noailles, französischer Priester und Ordensgründer
- 1862: Károly Ferenczy, ungarischer Maler des Impressionismus
- 1871: Ignác Ondříček, tschechischer Geiger und Kapellmeister
- 1871: Moritz von Schwind, österreichisch-deutscher Maler
- 1874: Herman Merivale, britischer Staatsbeamter und Autor
- 1874: David Friedrich Strauß, deutscher Schriftsteller, Philosoph und Theologe
- 1875: Wilhelm Assmann, deutscher Historiker, Pädagoge, Schulbuchautor und Politiker
- 1877: Salomon Hirzel, in Leipzig tätiger Schweizer Verleger
- 1877: Charles Wilkes, US-amerikanischer Offizier und Polarforscher
- 1878: Elias Magnus Fries, schwedischer Botaniker, Pilzforscher und Mitbegründer der modernen Mykologie
- 1878: Carl Schultze, deutscher Orgelbauer
- 1880: Antonio Angeleri, italienischer Pianist und Musikpädagoge
- 1882: Berthold Auerbach, deutscher Schriftsteller
- 1882: Mary S. B. Dana, US-amerikanische Schriftstellerin
- 1884: Eduard von Bach, österreichischer Politiker
- 1884: Cetshwayo, König der Zulu und ihr Führer im Zulukrieg
- 1886: Iwan Sergejewitsch Aksakow, russischer Schriftsteller und Slawophiler
- 1887: Albert Adamo, deutscher Maler
- 1888: Robert Houston Anderson, US-amerikanischer Brigadegeneral

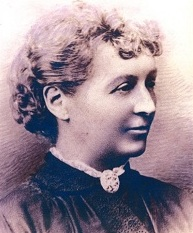
Zepherina Smith († 1894)

- 1894: Zepherina Smith, britische Krankenpflegerin und Sozialreformerin
- 1895: Martha Schroeder, deutsche Pianistin
- 1896: Anna Schimpff-Jahn, deutsche Schriftstellerin und Verlegerin
- 1898: Iwan Kolessa, ukrainischer Folklorist und Ethnograph
- 1899: Ferdinand Wüstenfeld, deutscher Orientalist

### 20. Jahrhundert

#### 1901–1950
- 1902: Sergei Iwanowitsch Mossin, russischer Waffenkonstrukteur
- 1903: Hermann Knothe, deutscher Landeshistoriker der Oberlausitz
- 1904ː Amalia Ferraris, italienische Tänzerin

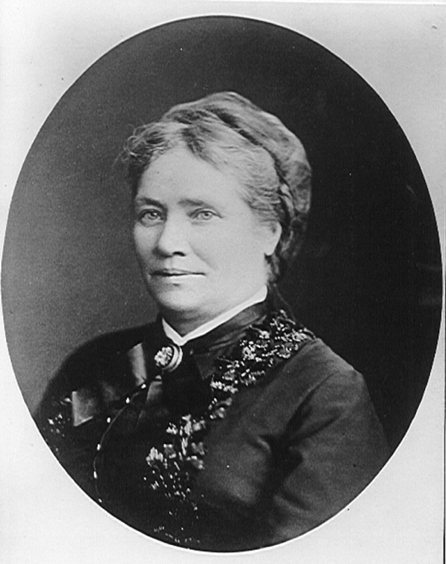
Malvina Schnorr von Carolsfeld († 1904)

- 1904: Malvina Schnorr von Carolsfeld, portugiesische Opernsängerin
- 1905: Charles Mazeau, französischer Politiker
- 1905: Clara Schreiber, österreichische Salonnière und Publizistin
- 1906: Giuseppina Gabriella Bonino, italienische Ordensschwester und -gründerin
- 1906: Wilhelm von Christ, deutscher Altphilologe
- 1906: Josue Jean Philippe Valeton der Ältere, niederländischer reformierter Theologe und Orientalist
- 1907: Alfred Kirchhoff, deutscher Geograph
- 1907: Hendrik Willem Bakhuis Roozeboom, niederländischer Chemiker
- 1909: Mieczysław Karłowicz, polnischer Komponist
- 1909: Edouard Silas, niederländischer Komponist und Organist
- 1910: Hedwig Henrich-Wilhelmi, deutsche Schriftstellerin, Freidenkerin und Frauenrechtlerin
- 1910: Hans Jæger, norwegischer Literat und Anarchist
- 1911: Gustaf Fröding, schwedischer Lyriker
- 1914: Hermann Arthur Lier, deutscher Bibliothekar und Publizist
- 1914: Adam Trabert, deutscher Schriftsteller und Jurist

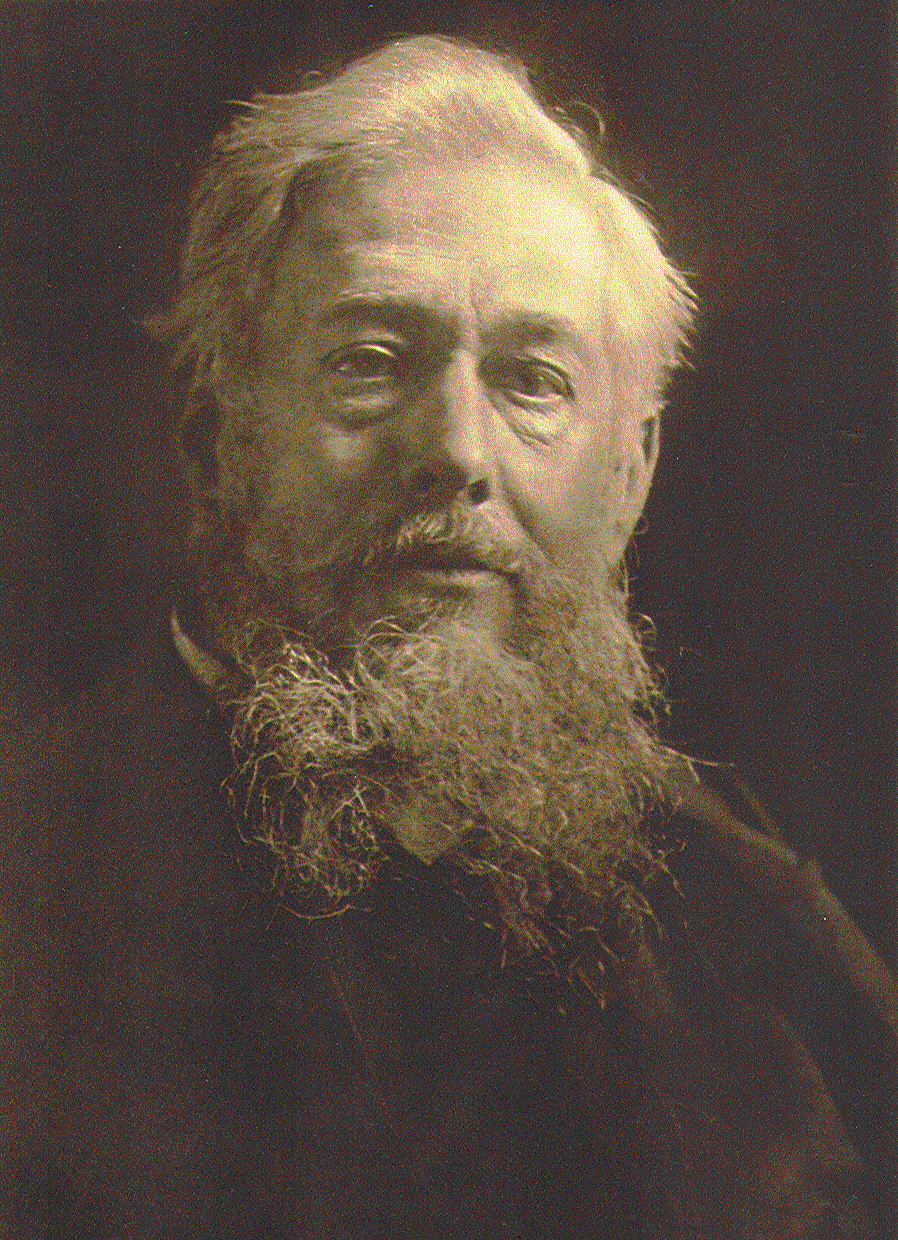
Justus Brinckmann († 1915)

- 1915: Justus Brinckmann, deutscher Gelehrter und Gründer des Museums für Kunst und Gewerbe Hamburg
- 1915: Nagatsuka Takashi, japanischer Schriftsteller
- 1916: Arwed Emminghaus, deutscher Nationalökonom
- 1916: Gustav Falke, deutscher Schriftsteller
- 1917: Diomede Falconio, italienischer Ordensgeistlicher, vatikanischer Diplomat und Kurienkardinal
- 1917: Anton Haus, österreichisch-ungarischer Admiral
- 1918: Louis Renault, französischer Jurist, Mitwirkender bei den Haager Friedenskonferenzen, Nobelpreisträger
- 1918: Charles de Wuilleret, Schweizer Jurist, Politiker und Verbandsfunktionär
- 1919: Meier Appel, deutscher Rabbiner
- 1920: Richard Dehmel, deutscher Dichter und Schriftsteller
- 1920: Georges Gillet, französischer Oboist, Musikpädagoge und Komponist
- 1921: Francisco d’Andrade, portugiesischer Opernsänger
- 1921: Max Dvořák, österreichischer Kunsthistoriker
- 1921: Francis Hagerup, norwegischer Jurist und Diplomat
- 1921: Josip Ipavec, slowenischer Komponist
- 1921: Pjotr Alexejewitsch Kropotkin, russischer Anarchist, Geograph und Schriftsteller
- 1922: Thorvald Lammers, norwegischer Komponist, Sänger und Chorleiter
- 1926: William Bateson, britischer Genetiker
- 1927: Johann Nepomuk Hauser, österreichischer Politiker und Prälat
- 1928: Leonti Nikolajewitsch Benois, russischer Architekt
- 1928: Theodor Curtius, deutscher Chemiker
- 1930: Dorothea Maetzel-Johannsen, deutsche Malerin
- 1931: Robert Zimmermann, Schweizer Jesuit, Hochschullehrer und Sprachwissenschaftler

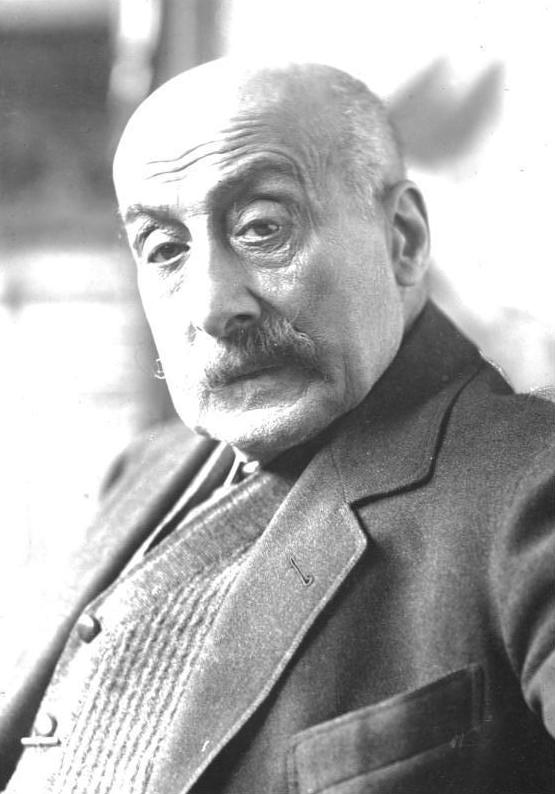
Max Liebermann († 1935)

- 1935: Max Liebermann, deutscher Maler und Grafiker
- 1935: Johannes Lippmann, deutscher Maler und Lithograf

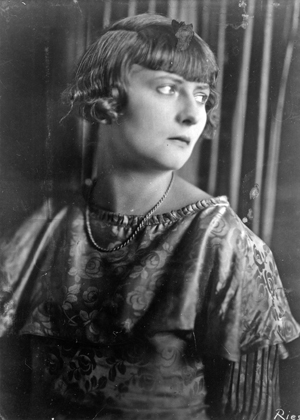
Rahel Sanzara († 1936)

- 1936: Rahel Sanzara, deutsche Tänzerin, Schauspielerin und Schriftstellerin
- 1940: Hans Ostwald, deutscher Journalist und Schriftsteller
- 1941: Carl von Tubeuf, deutscher Pflanzenpathologe
- 1942: Fritz Todt, deutscher Bauingenieur, General der SA und Luftwaffe, Reichsminister in der NS-Zeit, Gründer der Organisation Todt
- 1943: Paul Haehling von Lanzenauer, deutscher Generalmajor
- 1943: Johanna Leuwer, deutsche Buchhändlerin, Opfer der Shoah
- 1943: Marie Eleonore Pfungst, Frankfurter Schleifmittelfabrikantin und Wohltäterin, Frauenrechtlerin, Opfer der Shoah
- 1944: Alfons Paquet, deutscher Journalist, Schriftsteller und Dichter
- 1945: Mirjam Jacobson, niederländische Malerin und Zeichnerin, Opfer der Shoa
- 1946: Edwin Francis Gay, US-amerikanischer Wirtschaftshistoriker und Publizist
- 1946: Felix Hoffmann, deutscher Chemiker
- 1948: Heinrich Anwender, rumänischer Journalist, Politiker und Buchdrucker
- 1948: Samuel Prescott Bush, US-amerikanischer Industrieller
- 1949: Franco Leoni, italienischer Komponist
- 1949: Leonid Alexejewitsch Polowinkin, russischer Komponist
- 1950: Arthur Kampf, deutscher Maler
- 1950: Ralph Roese, deutscher Motorrad- und Automobilrennfahrer

#### 1951–2000
- 1951: Fritz Thyssen, deutscher Unternehmer
- 1953: Melchior von der Decken, deutscher Jurist
- 1955: Hans Rudolf Emil Ludwig Arnsperger, deutscher Internist
- 1956: Connie Mack, US-amerikanischer Baseballspieler, -manager und -teambesitzer

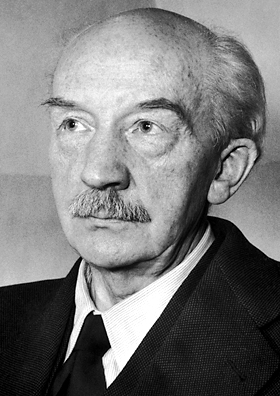
Walther Bothe († 1957)

- 1957: Walther Bothe, deutscher Kernphysiker (Koinzidenzmethode) und Nobelpreisträger
- 1957: John von Neumann, ungarisch-US-amerikanischer Mathematiker und Computerpionier
- 1959: Próspero Bisquertt, chilenischer Komponist
- 1959: William J. Donovan, US-amerikanischer Soldat, Jurist und Geheimdienstoffizier, gilt als Vater der US-amerikanischen Geheimdienste
- 1959: Josef Friedrich Perkonig, österreichischer Schriftsteller
- 1960: John Langshaw Austin, britischer Philosoph und Linguist
- 1960: Eduard Hermann, estnischer Geher
- 1960: Hans Hinkel, deutscher Journalist und Ministerialbeamter
- 1960: Giles Gilbert Scott, britischer Architekt
- 1961: Fritz Curschmann, deutscher Internist und Arbeitsmediziner
- 1961: Kurt Pastenaci, deutscher Schriftsteller und Historiker
- 1962: August Lämmle, deutscher Mundartdichter
- 1963: Ernst Glaeser, deutscher Schriftsteller
- 1963: Jakob Altmaier, deutscher Politiker, MdB, Widerstandskämpfer gegen den Nationalsozialismus
- 1964: Ernst Kretschmer, deutscher Psychiater
- 1967: Victor Gollancz, britischer Verleger und Friedensaktivist
- 1970: Lester Stoefen, US-amerikanischer Tennisspieler und -trainer
- 1972: Markos Vamvakaris, griechischer Bouzoukispieler und Rembetikointerpret
- 1973: Wilhelm Urban, deutscher Politiker, MdB, Widerstandskämpfer gegen den Nationalsozialismus

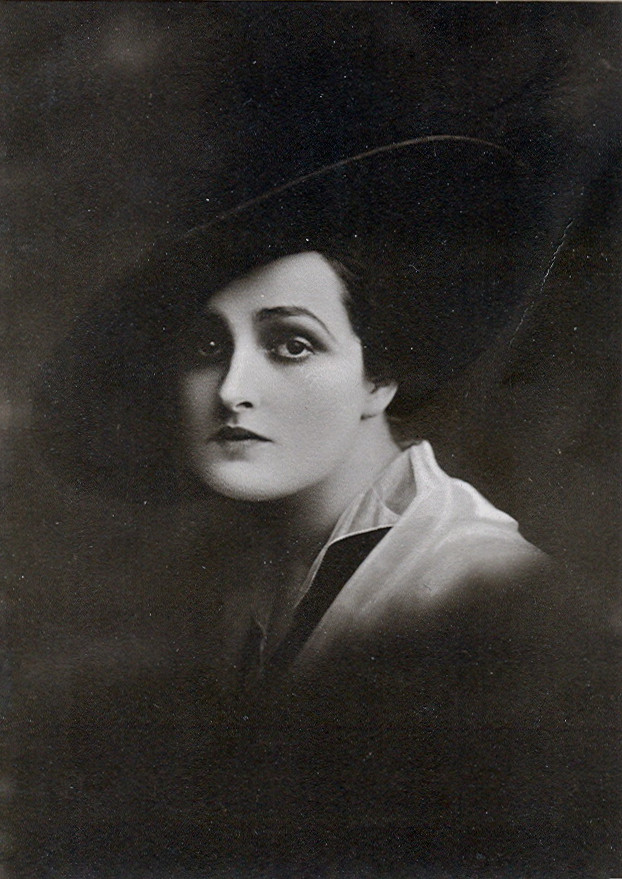
Fern Andra († 1974)

- 1974: Fern Andra, US-amerikanische Schauspielerin, Regisseurin, Drehbuchautorin und Filmproduzentin
- 1974: Fritz Zwicky, Schweizer Physiker und Astronom
- 1975: Robert Robinson, britischer Chemiker
- 1977: Berta Bindtner, österreichische Grafikerin, Radiererin und Malerin
- 1977: Eivind Groven, norwegischer Komponist
- 1977: Josef Schelb, deutscher Komponist, Pianist und Hochschulprofessor
- 1978: Oscar L. Chapman, US-amerikanischer Politiker

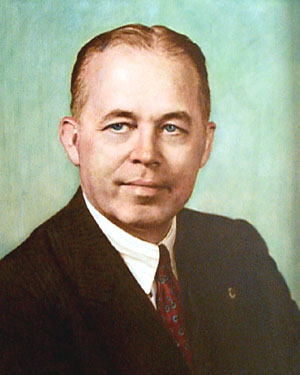
Sam H. Jones († 1978)

- 1978: Sam H. Jones, US-amerikanischer Politiker, Gouverneur des Bundesstaates Louisiana
- 1979: Dennis Gábor, ungarisch-britischer Elektroingenieur, Nobelpreisträger (Holografie), Gründungsmitglied des Club of Rome
- 1981: Jakob Bender, deutscher Fußballspieler
- 1981: Konrad Wittmann, deutscher Politiker, MdB
- 1982: Kurt Edelhagen, deutscher Musiker
- 1982: Willy Rumpf, Minister für Finanzen der DDR
- 1983: Zofia Marchlewska, polnische Schriftstellerin
- 1983: Alfred Wallenstein, US-amerikanischer Dirigent und Cellist
- 1984: Philippe Ariès, französischer Mediävist und Historiker
- 1985: Ernst Brüche, deutscher Physiker, Wegbereiter der Elektronenoptik
- 1985: William Lyons, britischer Unternehmer und Gründer der Automarke Jaguar
- 1986: Ishizuka Tomoji, japanischer Schriftsteller

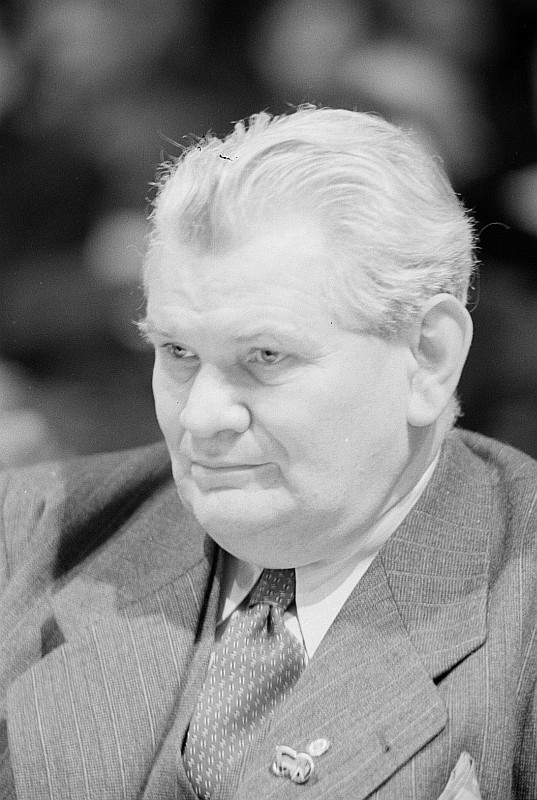
Max Seydewitz († 1987)

- 1987: Max Seydewitz, Politiker der DDR und Ministerpräsident von Sachsen
- 1988: Pietro Arcari, italienischer Fußballspieler
- 1988: Rudolf Krieg, deutscher Theater-, Film- und Fernsehschauspieler und Regisseur
- 1990: Babette Gross, deutsche Publizistin
- 1990: François-Nestor Adam, italienischer Bischof
- 1990: Del Shannon, US-amerikanischer Rock-’n’-Roll-Sänger
- 1990: Ernest Titterton, Kernphysiker
- 1993: Douglas Heyes, US-amerikanischer Drehbuchautor und Regisseur
- 1993: Franz Schnyder, Schweizer Filmregisseur
- 1994: Ken G. Hall, australischer Filmproduzent, -regisseur und Drehbuchautor
- 1995: Joseph Maria Bocheński, polnischer Philosoph und Logiker
- 1996: Heinz Aull, deutscher Politiker
- 1998: Alby Cullaz, französischer Jazz-Kontrabassist
- 1998: Enoch Powell, britischer Altphilologe und konservativer Politiker
- 1998: Halldór Laxness, isländischer Schriftsteller und Nobelpreisträger
- 1999: Hilde Lotz-Bauer, deutsche Fotografin und Kunsthistorikerin
- 1999: Iris Murdoch, anglo-irische Schriftstellerin und Philosophin
- 2000: Sid Abel, kanadischer Eishockeyspieler und -trainer
- 2000: Angelika Mechtel, deutsche Schriftstellerin
- 2000: Felicitas Ritsch, deutsche Schauspielerin

### 21. Jahrhundert
- 2001: Giuseppe Casoria, italienischer Geistlicher und Kurienkardinal
- 2001: Tisa von der Schulenburg, deutsche Künstlerin und Ordensschwester
- 2002: Elisabeth Mann Borgese, deutsch-kanadische Seerechtlerin, Ökologin und Schriftstellerin, einziges weibliches Gründungsmitglied des Club of Rome

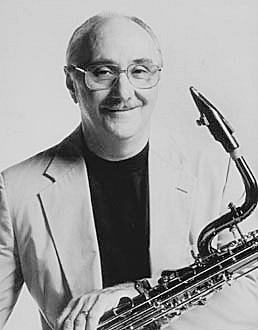
Nick Brignola († 2002)

- 2002: Nick Brignola, US-amerikanischer Musiker
- 2002: Joachim Hoffmann, deutscher Historiker und Publizist
- 2003: Alice Treff, deutsche Schauspielerin
- 2004: Robert Milson Appleby, britischer Paläontologe
- 2004: Arne Eggebrecht, deutscher Ägyptologe
- 2004: Nicholas Goldschmidt, kanadischer Dirigent und Musikpädagoge, Pianist und Sänger
- 2004: Andrea Mascagni, italienischer Komponist, antifaschistischer Widerstandskämpfer und Politiker
- 2005: Germund Dahlquist, schwedischer Mathematiker
- 2005: Helmut Eder, österreichischer Komponist
- 2005: Keith Knudsen, US-amerikanischer Schlagzeuger
- 2005: Ovo Maltine, deutscher AIDS-Aktivist und Kabarett-Tunte
- 2005: Gaston Rahier, belgischer Motocrossfahrer
- 2005: Jimmy Smith, US-amerikanischer Jazz- und Bluesorganist

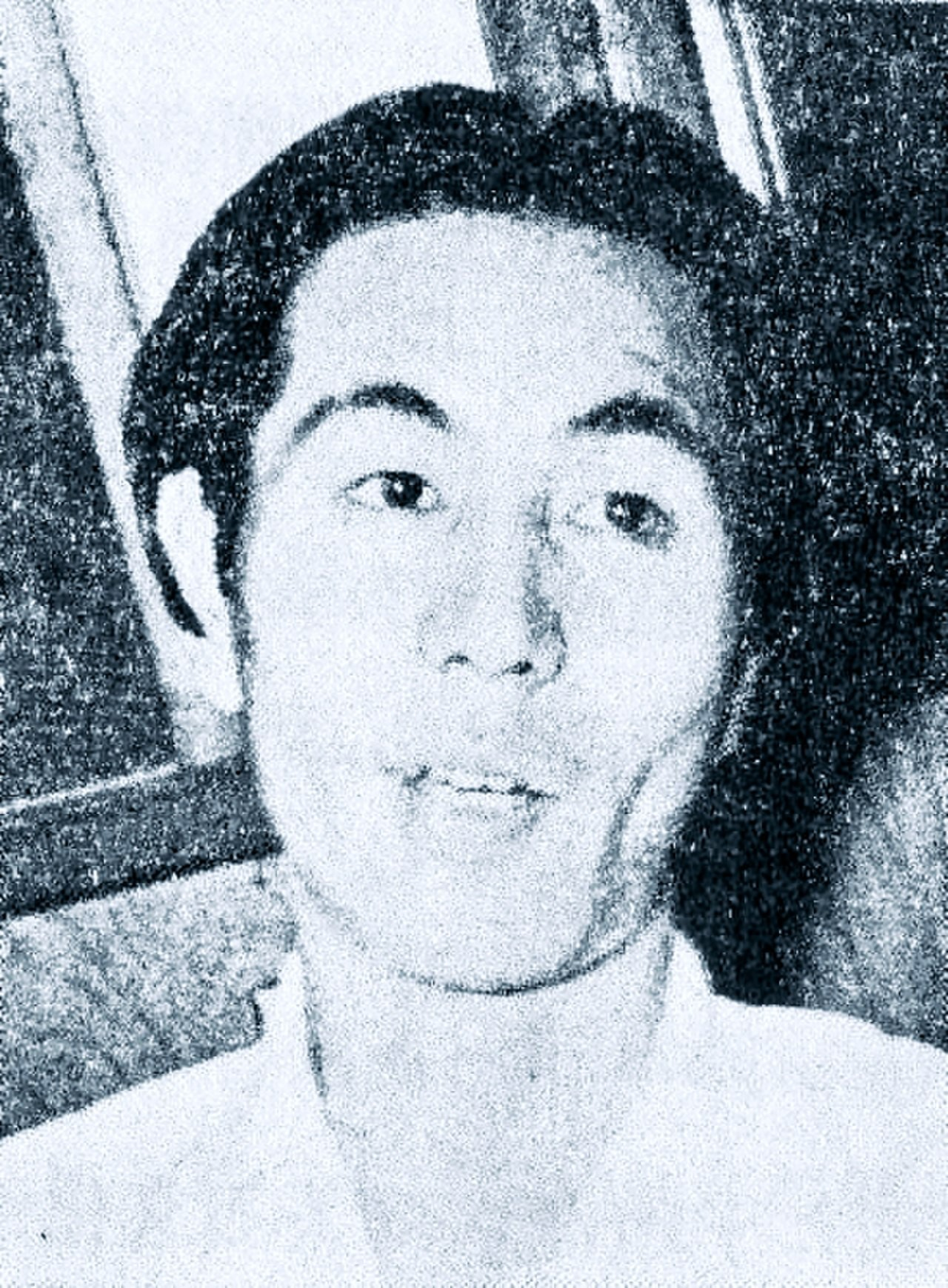
Akira Ifukube († 2006)

- 2006: Ifukube Akira, japanischer Komponist
- 2006: Gil Bouley, US-amerikanischer American-Football-Spieler
- 2006: Michael Gilbert, britischer Schriftsteller
- 2006: Ernst Grabbe, deutscher Schauspieler

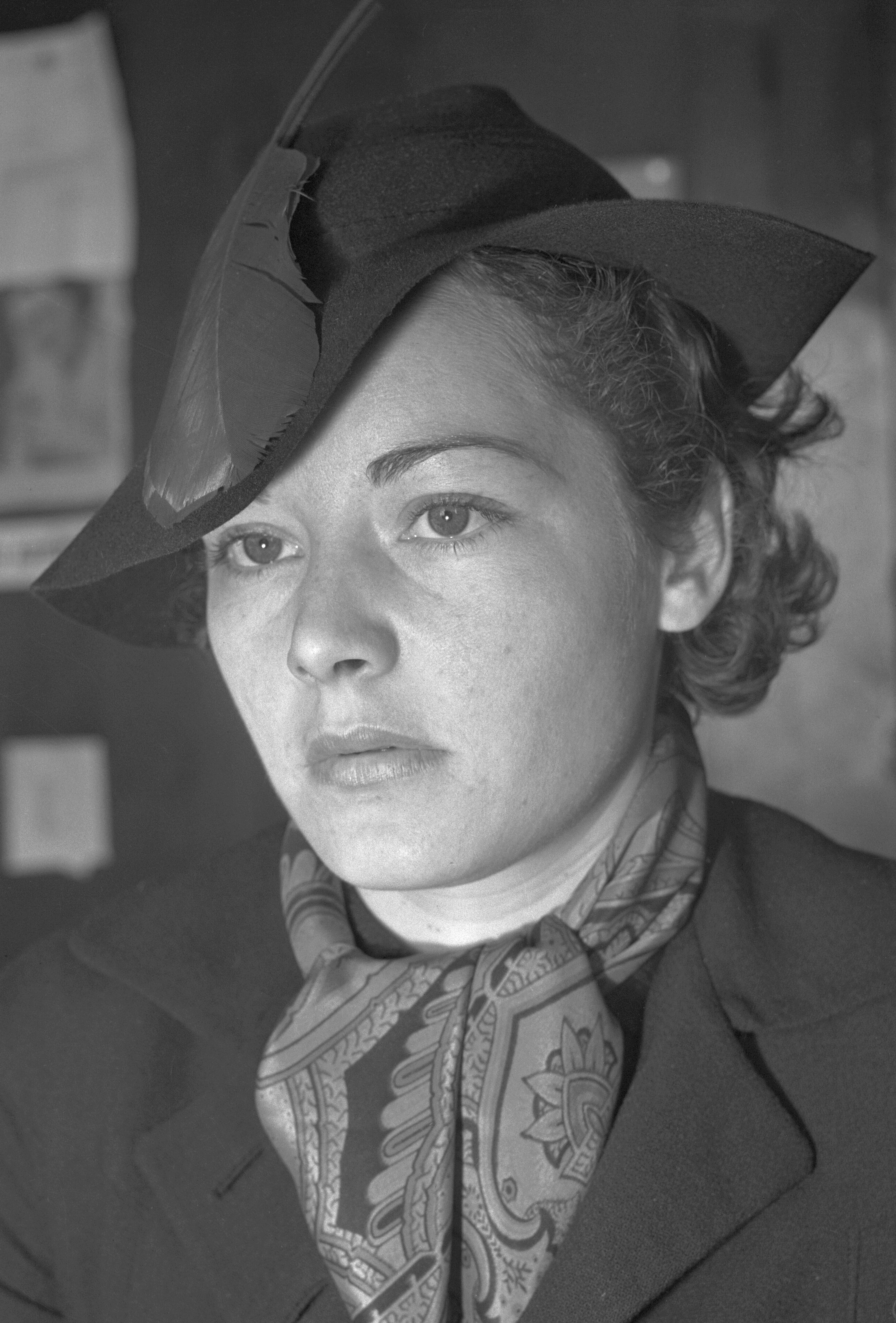
Gigi Parrish († 2006)

- 2006: Gigi Parrish, US-amerikanische Schauspielerin
- 2006: Amand Schwantge, deutscher Hornist
- 2007: Anna Nicole Smith, US-amerikanische Schauspielerin und Fotomodell
- 2009: Sabit Osman Avcı, türkischer Politiker
- 2010: Krzysztof Skubiszewski, polnischer Politiker und Jurist
- 2010: Wahei Tatematsu, japanischer Schriftsteller
- 2011: Sedje Hémon, niederländische Komponistin, Violinistin, Panflötistin und Malerin
- 2012: Jimmy Sabater, US-amerikanischer Musiker und Songwriter
- 2013: Maureen Dragone, US-amerikanische Journalistin und Autorin
- 2013: Kurt Hübner, deutscher Philosoph
- 2013: Friedrich Schenker, deutscher Komponist
- 2015: Luise Schottroff, deutsche evangelische Theologin
- 2017: Peter Mansfield, britischer Physiker und Nobelpreisträger
- 2018: Marie Gruber, deutsche Schauspielerin
- 2019: Sergei Jurski, sowjetischer bzw. russischer Schauspieler und Regisseur
- 2020: Robert Conrad, US-amerikanischer Schauspieler
- 2021: Jean-Claude Carrière, französischer Drehbuchautor und Schriftsteller
- 2021: Igor Dibák, slowakischer Komponist
- 2021: Adam Kopczyński, polnischer Eishockeyspieler

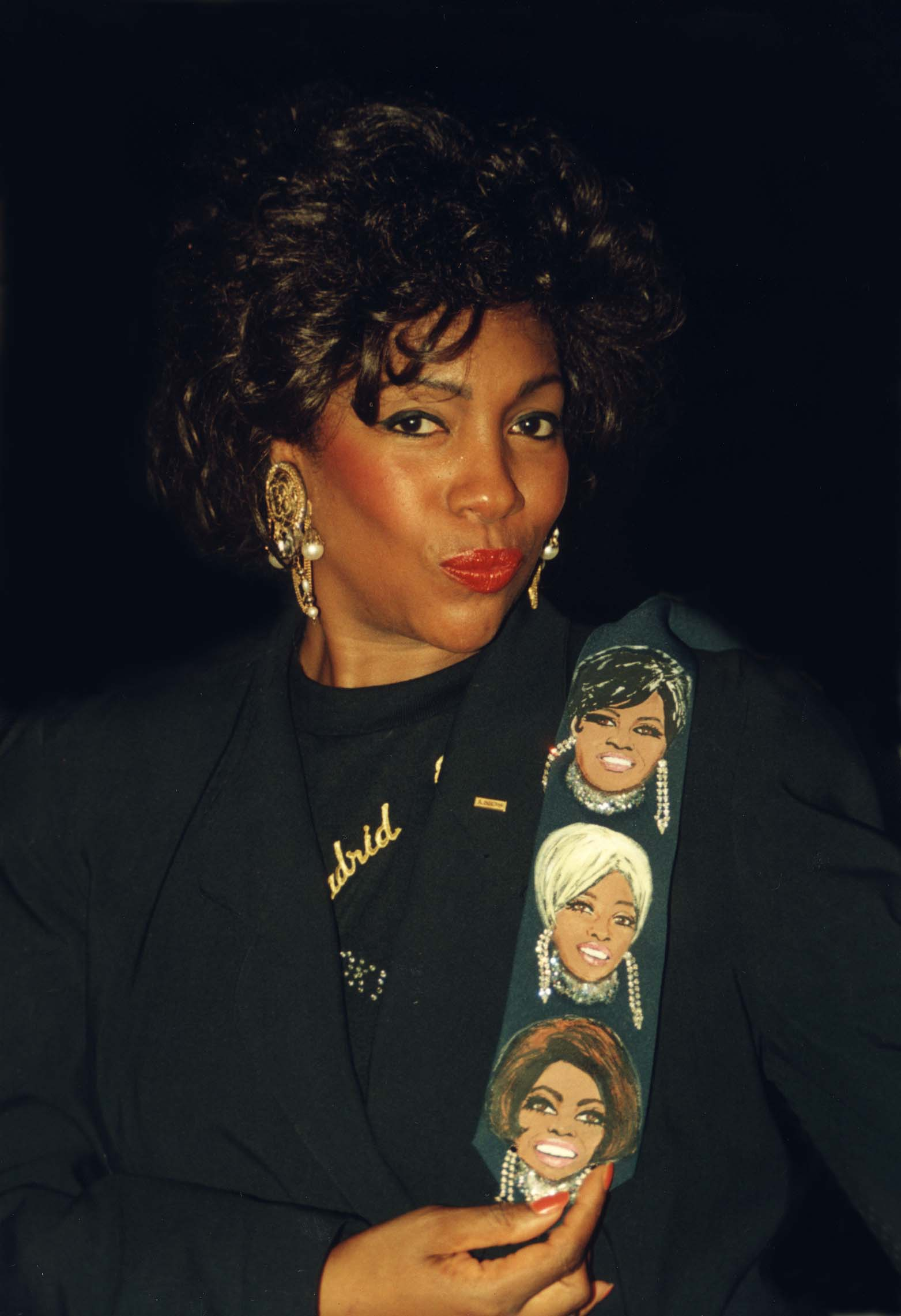
Mary Wilson († 2021)

- 2021: Mary Wilson, US-amerikanische Sängerin (The Supremes)
- 2022: William Lienhard, US-amerikanischer Basketballspieler
- 2022: Luc Montagnier, französischer Virologe und Nobelpreisträger
- 2022: Jack Robinson, US-amerikanischer Basketballspieler
- 2022: Gerhard Roth, österreichischer Schriftsteller
- 2022: Cliff Sander, australischer Fußballspieler
- 2022: Götz Werner, deutscher Unternehmer (dm-drogerie markt)
- 2023: Miroslav Blažević, Schweizer Fußballtrainer

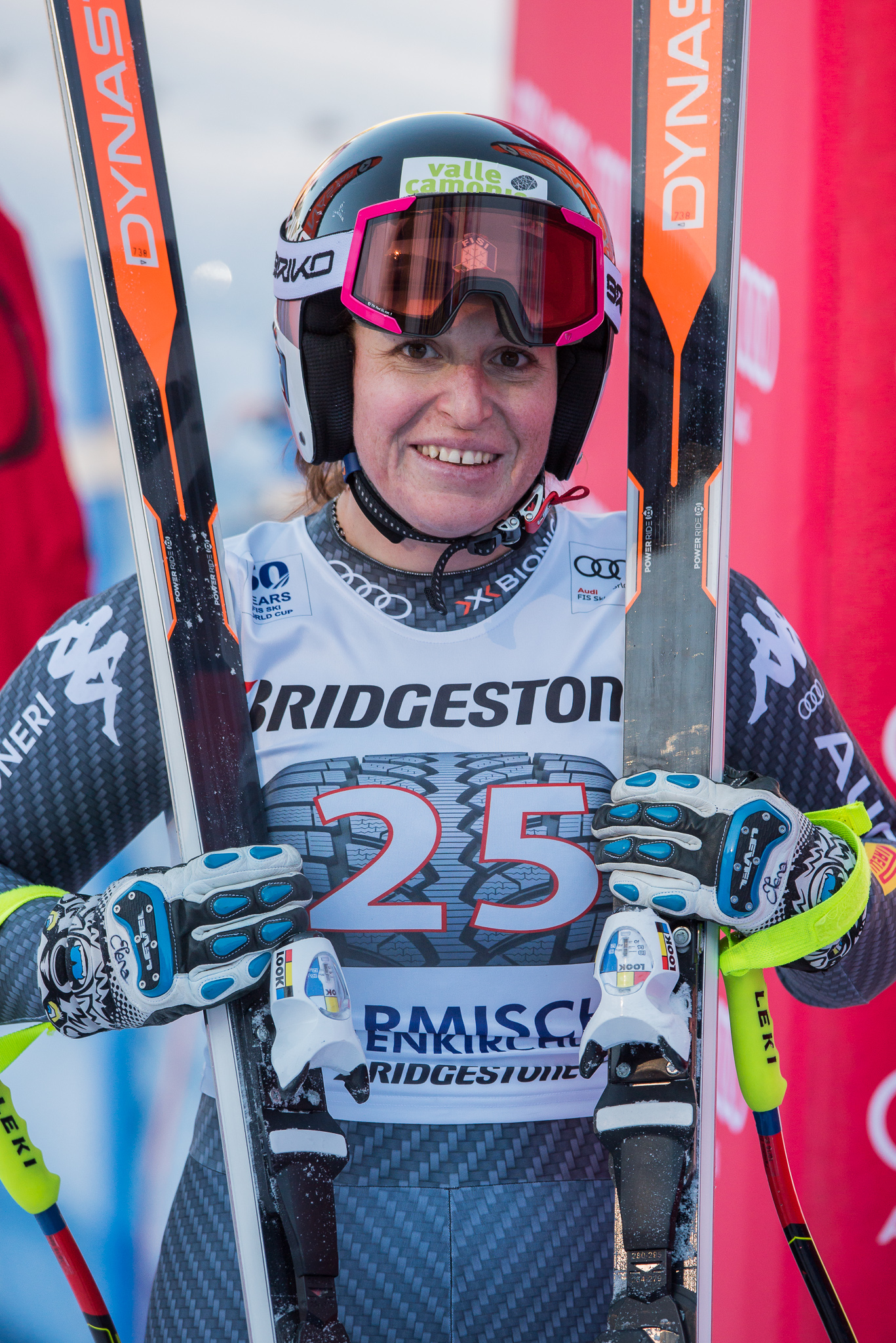
Elena Fanchini († 2023)

- 2023: Elena Fanchini, italienische Skirennläuferin

## Feier- und Gedenktage
- Kirchliche Gedenktage
  - Carpentarius, deutscher Priester und Märtyrer (evangelisch)
  - Hl. Hieronymus Ämiliani, italienischer Ordensgründer und Schutzpatron (katholisch)
  - Hl. Josefine Bakhita, sudanesische Sklavin, Nonne und Schutzpatronin (katholisch)
- Hari Kuyō in Kantō, Japan

Weitere Einträge enthält die Liste von Gedenk- und Aktionstagen.